# Littérature de la Shoah
« De tant de morts donnez-moi la

mémoire, de tous ceux-là qui sont

devenus cendre, d’une génération

donnez-moi la mémoire, sa dernière

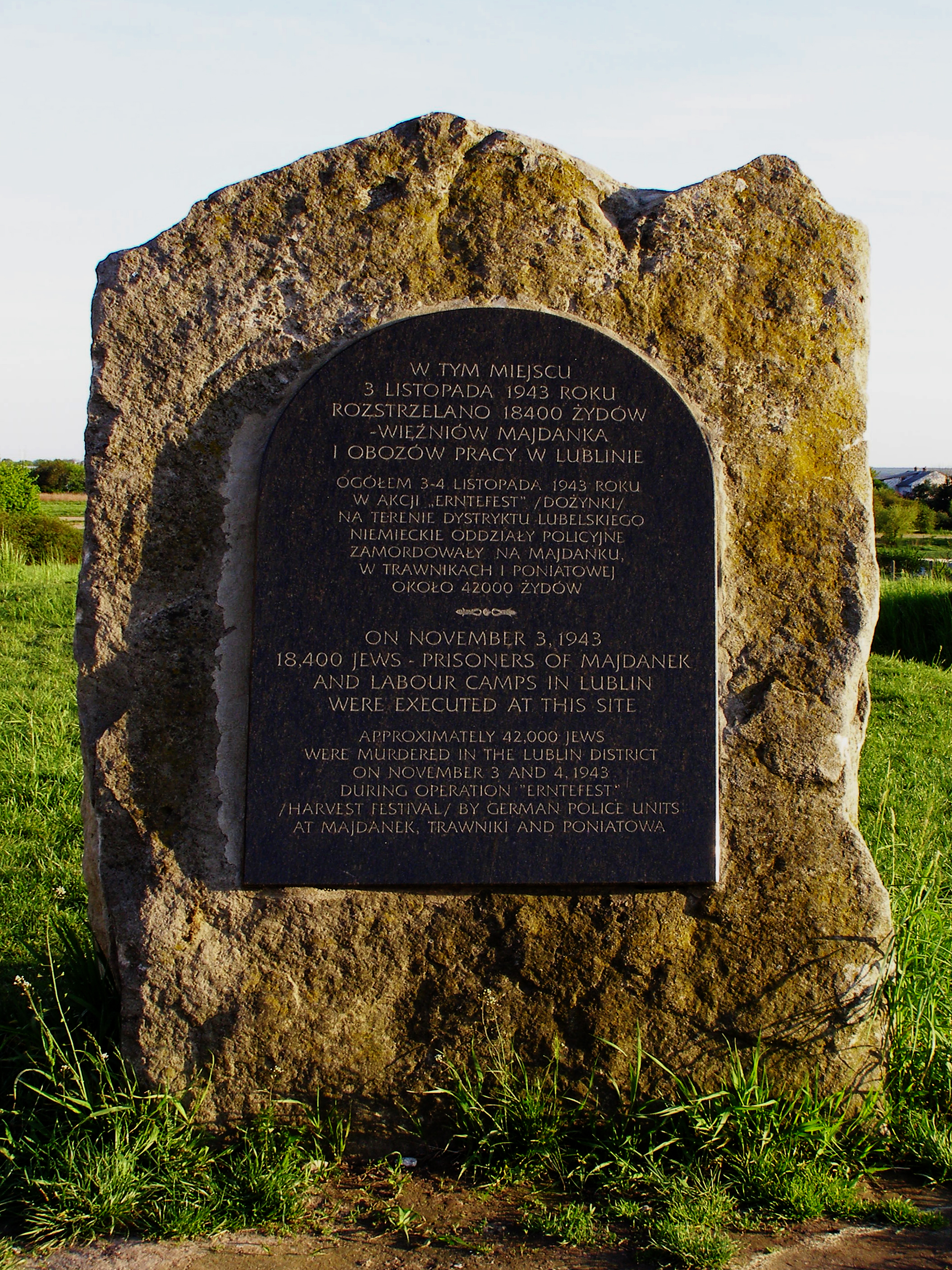
Stèle en mémoire des Juifs anéantis à Majdanek

La littérature de la Shoah est constituée par les ouvrages littéraires qui témoignent directement ou évoquent l'anéantissement des Juifs par le nazisme entre 1939 et 1945. Cet événement, qui est souvent considéré comme une marque distinctive du XXe siècle, a reçu différents noms (« génocide juif », « Holocauste ») avant que le terme Shoah ne s'impose dans le monde et plus particulièrement en France à travers le film de Claude Lanzmann datant de 1985.
La littérature de la Shoah commence, avant même l'anéantissement dans les camps de concentration et d'extermination, dans les ghettos où sont entassés les Juifs de toute l'Europe allemande. « Tout le monde écrivait » dans les ghettos, note l'historien Ringelblum. Ce dernier crée d'ailleurs l’Oyneg Shabbos, organisation clandestine, suscitant et recueillant les archives du ghetto de Varsovie, un ensemble de témoignages, d'œuvres littéraires et d'analyses sur les conditions de vie, d'alimentation et de création.
Après la guerre, la Shoah est devenu un objet littéraire et philosophique de premier plan, en particulier avec l’œuvre de l’École de Francfort. Ariane Kalfa, philosophe du judaïsme et héritière de cette école, demande dans ses ouvrages si philosopher est encore possible après la Shoah. Les textes de la Shoah se heurtent ainsi à la difficulté de penser et de raconter un événement sans précédent, avec des actes parfois tellement horribles qu'ils instillent chez les auteurs la peur de ne pas trouver les mots pour décrire et faire comprendre leur vraie nature. Mais les survivants ressentent l'impératif de dire ce qui s'est passé, de témoigner, de garder vivante la mémoire des disparus. En fait, la diversité de la production littéraire, du témoignage à l'essai philosophique et à la poésie a permis de rendre palpable l'horreur de la Shoah, la souffrance et le désespoir des victimes. De Primo Levi, qui narre le plus sobrement possible son combat quotidien pour survivre dans un camp de travail d'Auschwitz, au lyrisme désespéré de Katzenelson, le lecteur peut appréhender une part du vécu et des sentiments des victimes et des témoins de la Shoah. Depuis 1945, témoignages, romans, poèmes, essais continuent à être publiés rencontrant des succès divers auprès du public.

## Traditions littéraires juives et littérature de l'anéantissement

### Rupture ou continuité des traditions littéraires juives?
Les soubresauts de l'histoire juive : diaspora, persécutions régulières dès la première croisade, mises au ban de la société, pogroms, avaient conduit l'imaginaire juif à élaborer au cours des siècles de multiples figures pour dire le désastre. De plus, la culture religieuse juive nourrit une injonction mémorielle liée à l'exil, celle du Zakhor (« souviens-toi »). Cette injonction qu'on retrouve dès le Moyen Âge dans les Memorbücher vise à préserver les traces du peuple juif menacé de destruction. Elle reflète aussi le culte de l'écrit née d'une conception théologique du langage. La transposition de cette loi dans le monde civil est déjà à l'œuvre au moment des pogroms d'Europe orientale et d'Ukraine autour du début du XXe siècle. Shalom Anski et Isaac Leib Peretz lancent alors un appel pour écrire et conserver les traces du monde juif. La nouvelle difficulté réside dans le témoignage d'une destruction totale. Cela donne à l'écrit un caractère sacré et définitif nouveau.
Les langues juives, l'hébreu et le yiddish utilisent les références aux textes sacrés pour évoquer les catastrophes qui jalonnent leur Histoire, se chargeant de significations nouvelles, proposant des raccourcis où passé et présent se télescopent : Élection et Alliance, Déluge, Job, Akedah (le sacrifice d'Isaac), Hourban (la destruction du Temple). Mais chaque chute était suivie d'une restauration.
L'anéantissement, lui, échappe à toute tentative de dénomination. Il ne trouve pas sa place dans des canons préexistants et peut pas s'inscrire dans un temps cyclique de la Bible. La brutalité et la soudaineté de l'extermination suppriment non seulement la possibilité d'un présent et de l'avenir, mais également le passé. Les anciens codes, jadis immédiatement déchiffrables par la communauté ashkénaze, se révèlent soudain inappropriés, et pourtant irremplaçables.
« Après Auschwitz, écrire de la poésie est barbare. » affirme Theodor Adorno peu après la catastrophe. De même, le survivant français qui veut témoigner par la littérature se trouve « privé de toute référence [...] Ce qui frappe c'est [...] l'absence de matrice littéraire, due d'ailleurs à l'étrangeté d'un phénomène, celui du camp de concentration, totalement extérieur à la culture politique et littéraire française ». Elie Wiesel affirme : « Auschwitz nie toute littérature, comme il nie tous les systèmes, toutes les doctrines ; l'enfermer dans une philosophie, c'est le restreindre, le remplacer par des mots, n'importe lesquels, c'est le dénaturer. La littérature de l'Holocauste ? Le terme est un contre-sens ». Charlotte Wardi, professeur de littérature à l'université de Haïfa et rescapée de la Shoah, dénonce toute tentative d'esthétisation de la Shoah. Pour elle, la tentation de « faire du beau avec la Shoah » est dangereuse.

### Mort du yiddish

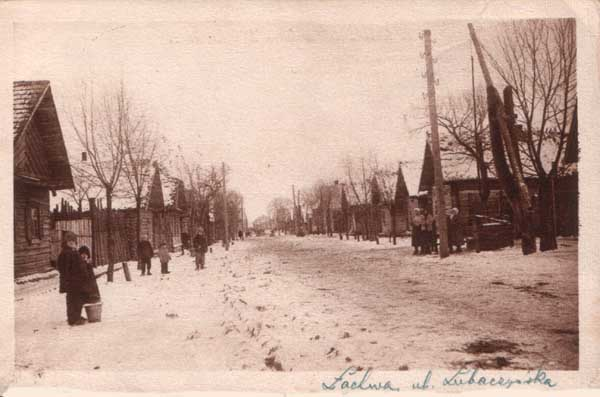
Le shtetl de Lakhva, en Pologne, en 1926

À la fin du XIXe siècle, le yiddish était devenue la langue d'une grande partie des Juifs d'Europe. Il y avait, en 1930, huit millions de yiddishophones principalement en Europe centrale et orientale. Sur les six millions de Juifs assassinés, au moins 5,4 millions étaient des yiddishophones[réf. nécessaire]. Le yiddish a donc été presque entièrement anéanti en Europe en même temps que le monde juif pendant la Shoah, appelée le khurbn en yiddish. Les lieux de la vie juive (écoles, théâtres, journaux, synagogues, centres culturels, shtetlech...) ont eux aussi été détruits, ainsi que l'immense patrimoine littéraire de l'YIVO de Vilnius. C'est pourquoi Rachel Ertel parle d'anéantissement, car d'une part dynamique de la culture européenne, il ne reste plus que des traces après 1945.
Dans ce contexte, écrire en yiddish, prend un sens encore plus lourd. L'écrivain yiddish parle d'une double mort : la mort de son peuple et la mort de sa langue qui en découle. L'écrivain se trouve dans une situation inextricable: s'il écrit en yiddish, son œuvre n'aura une audience que très réduite. S'il écrit dans une autre langue, il trahira les morts, la seule langue leur rendant vraiment justice étant le yiddish, la langue des exterminés. Les publications en yiddish sont donc très nombreuses dans les années d'après-guerre. Ainsi Chava Rosenfarb a écrit toute sa vie en yiddish mais c'est la traduction en anglais de son roman, L'arbre de vie qui lui a donné une notoriété plus large. Face à la mort du monde ashkénaze, l'écrivain a tendance à magnifier les modes de vie détruits, les lieux abolis, les disparus exterminés. Certains de ces témoignages sont collectifs, comme lesYizker Bikher, ou livres du souvenir, écrits par les membres survivants d'une communauté disparue dans la Shoah. Écrits les plus souvent en yiddish, ils sont un témoignage de la splendeur de la vie juive détruite, de l'occupation nazie et du martyre de leur ville ou de leur village, le shtetl. On trouve aussi une liste des membres de la communauté morts pendant la Shoah. L'écrivain yiddish a aussi tendance à la sacralisation du yiddish lui-même, la langue réduite en cendres. L'écrivain doit aussi affronter le tabou de la mort à laquelle il a échappé.

### Culpabilité des survivants
Les écrits des survivants de la Shoah sont marqués par la culpabilité qui croît au fil des années. Elle fait partie de ce que Primo Levi nomme la « zone grise » : « Tu as honte parce que tu es vivant à la place d'un autre ? Et en particulier d'un homme plus généreux, plus sensible, plus sage, plus utile, plus digne de vivre que toi ? ». Déjà dans Si c'est un homme, sa première œuvre majeure sur la Shoah, il expliquait que, dans le camp, la survie passait par l'absence de solidarité entre les détenus et que les plus malins  n'hésitaient à dépouiller les plus faibles (les Muselmänner dans le langage du camp) ou les plus naïfs de leur maigres moyens de survie. L'on recherchait aussi par tous les moyens, fussent-ils préjudiciables à autrui, à monter dans la « hiérarchie, » ce qui permettait d'obtenir des rations supplémentaires ou, à tout le moins, de se voir attribuer les travaux les moins épuisants. 
Cette déshumanisation, qui ne permet pas de tracer une séparation nette entre le bourreau et sa victime (laquelle se retrouve donc souvent dans cette « zone grise »), ne cesse de culpabiliser l'auteur.
Dans La Force du refus, Ariane Kalfa octroie au survivant un statut de témoin habité par la responsabilité à l'égard du genre humain et du peuple juif. Elle en appelle au concept de contemporanéité, qui loin de désigner une synchronicité investit d'une responsabilité fondamentale, tout survivant de la Shoah. elle en appelle au concept de vulnérabilité qui loin d'être une fragilité devient une force dès lors que le témoin se met au service d'autrui. Cette responsabilité devient chez Elie Wiesel culpabilité. Elie Wiesel écrit : « Je vis donc je suis coupable ; si je suis encore là, c'est parce qu'un ami, un camarade, un inconnu est mort à ma place [...] le système de Selekzion dans les camps ne tendait pas seulement à en décimer périodiquement les populations mais aussi à amener chaque prisonnier à se dire : cela aurait pu être moi, je suis la cause, peut-être la condition de la mort d'autrui. »
Cette culpabilité touche non seulement les générations contemporaines du cataclysme mais aussi celles qui lui sont postérieures. Ainsi, la philosophe Sarah Kofman, spécialiste de Nietzsche et de Freud, publie en 1993 son autobiographie. Il s'agit du récit de son enfance juive sous l'occupation nazie. Elle exprime la détresse longtemps muette qu'elle a ressentie après la déportation et la mort à Auschwitz de son père rabbin. Peu de temps après elle se suicide. Même Art Spiegelman exprime dans la bande dessinée Maus, sa culpabilité d'avoir une meilleure vie que ses parents survivants polonais de la Shoah. Il admire son père d'avoir survécu ; ce à quoi Pavel, le psychanalyste de Spiegelman, répond : « La vie est toujours du côté de la vie et d'une certaine manière on en veut aux victimes. Mais ce ne sont pas les MEILLEURS qui ont survécu, ni qui sont morts. C'était le HASARD ! »
La culpabilité se retrouve même dans l'écriture romanesque. Par exemple dans La Nuit des Girondins de Jacques (Jacob) Presser l'auteur montre sa honte et sa culpabilité d'avoir survécu dans la clandestinité tandis que sa femme mourait dans les camps.

## Témoignages pour la Mémoire et pour l'Histoire
Les bourreaux ayant tout fait pour que l'extermination des Juifs soit cachée à la face du monde, comptant même sur son incrédulité devant l'énormité de la chose, la voix des victimes est d'autant plus importante.
Les témoignages ont commencé dès les premières années de persécution et dès la naissance des ghettos : des cahiers, des lettres, des feuillets, des journaux intimes ont été écrits et conservés parfois dans des conditions extrêmes, dans des caves, greniers, cheminées, doubles cloisons...
Michel Borwicz, un des premiers à avoir étudié les témoignages, a constaté que le nombre d'écrits augmente en 1942 : jusque-là, les Juifs des ghettos croyaient en une prochaine défaite de l'Allemagne, et au salut de la plupart d'entre eux. Cependant, c'est en 1942 que commence la déportation vers les camps de la mort ; les Juifs ont alors la conviction qu'ils mourront tous avant d'avoir vu la défaite nazie. Conserver la mémoire d'événements défiant l'imagination devient alors un impératif aux yeux de beaucoup.
Cet impératif se retrouve même au cœur des chambres à gaz : les Rouleaux d'Auschwitz, carnets manuscrits, enfouis près du crématoire III d'Auschwitz, ont été enterrés par les membres du Sonderkommando : Zalman Gradowski, Zalmen Lewental, et Leib Langfus ont écrit en yiddish ; Haïm Herman en français ; Marcel Nadjari en grec. Ces cinq textes ont été retrouvés après la guerre. Aucun de leurs auteurs n'a survécu (à l'exception de Marcel Nadjari, décédé en 1971), les équipes étant liquidées et remplacées à intervalles réguliers. Ils n'ont pas l'idée d'un récit ordonné des scènes atroces qu'ils décrivent. Ils cherchent juste à décrire l'horreur dans laquelle ils sont plongés. Tous les manuscrits retrouvés parlent de la terreur qui règne à Birkenau, du silence, de l'absence d'évasion, de ce monde à l'envers où le meurtre est devenu la norme.
Atypique à plus d'un égard, le Rapport Vrba-Wetzler (1944) est le premier témoignage écrit de première main sur Auschwitz à être parvenu en Occident. Cependant, il ne fut, contrairement au souhait des auteurs, deux évadés d'Auschwitz (seules cinq personnes y parvinrent au cours de l'existence du camp), pas diffusé, ce qui aurait permis d'éviter, selon Rudolf Vrba (1924-2006), la déportation des Juifs de Hongrie.

### Journaux intimes d'adolescentes
Les journaux intimes, écrits au jour le jour pendant les périodes noires permettent de mieux appréhender l'état d'esprit des victimes et de comprendre de l'intérieur une partie de leur vécu. Le plus connu de ces journaux intimes est celui d'Anne Frank (1929-1945), retrouvé par des amis hollandais après la déportation de la famille Frank. Avec une maîtrise de l'écriture époustouflante pour une adolescente, elle y reflète ses émotions et ses aspirations face aux épreuves. Elle écrit ainsi : « Pourtant je m'y accroche, malgré tout, car je continue à croire à la bonté innée de l'homme. Il m'est absolument impossible de tout construire sur une base de mort, de misère et de confusion ».
Il existe aussi d'autres journaux intimes de jeunes filles possédant, ou non, la même force et la même qualité d'écriture mais qui sont beaucoup moins célèbres. Ana Novac (1924-2010) fut déportée à l'âge de quatorze ans à Auschwitz où elle réussit à tenir un journal. C'est le seul journal jamais sorti d'un camp d'extermination nazi. L'auteur y décrit le côtoiement continuel de la mort. Elle fait preuve d'une remarquable lucidité sur les misères de l’homme, sur l’absurdité de la guerre, sur l’intangibilité de la frontière entre bourreaux et victimes.
Il y a également le journal de Macha Rolnikaite (1927-2016) qui avait le même âge qu'Anne Frank au moment de l'entrée des Allemands à Minsk, tint un journal qu'elle apprit par cœur pour échapper à la surveillance des bourreaux. Elle le transcrivit de mémoire, à la Libération. Outre son talent de narratrice, elle possède la capacité de se mettre à la place des autres et de donner une voix à leurs souffrances.
Rutka Laskier (1929-1943), surnommée la « Anne Frank polonaise » évoque la ghettoïsation puis la déportation de la communauté juive de Będzin vers Auschwitz, où elle sera gazée avec son frère et sa mère, dès leur arrivée.
Il y a aussi le journal en hongrois de Éva Heyman (1931-1944), morte à Auschwitz à 13 ans, surnommée l’Anne Frank transylvaine, l’Anne Frank d'Oradea ou l’Anne Frank de Nagyvárad.
Il convient de citer aussi les journaux intimes de Mary Berg (1924-2013) du ghetto de Varsovie, ainsi que celui d'Hélène Berr (1921-1945) à Paris.
De nombreux témoignages ont été retrouvés dans des caves, greniers, cheminées, doubles cloisons. Tous ne sont pas publiés. C'est le cas du journal d'Elsa Binder (1920-1942c) conservé à l'institut historique juif de Varsovie. Dans son journal intime, la jeune fille de 18 ans évoque le massacre des Juifs de Stanislawow en Galicie perpétré par les Einsatzgruppen, le 12 octobre 1941, dans le cadre des opérations mobiles de tuerie qui accompagnent l'opération Barbarossa. Lorsqu'elle parle de son amie Tamarczyk assassinée, elle écrit simplement : « J'espère que la mort s'est bien passée pour elle [...] Et qu'elle n'a pas dû souffrir comme sa camarade Esterka qui, comme on l'a vu, a été étranglée. »

### Chroniques et journaux intimes

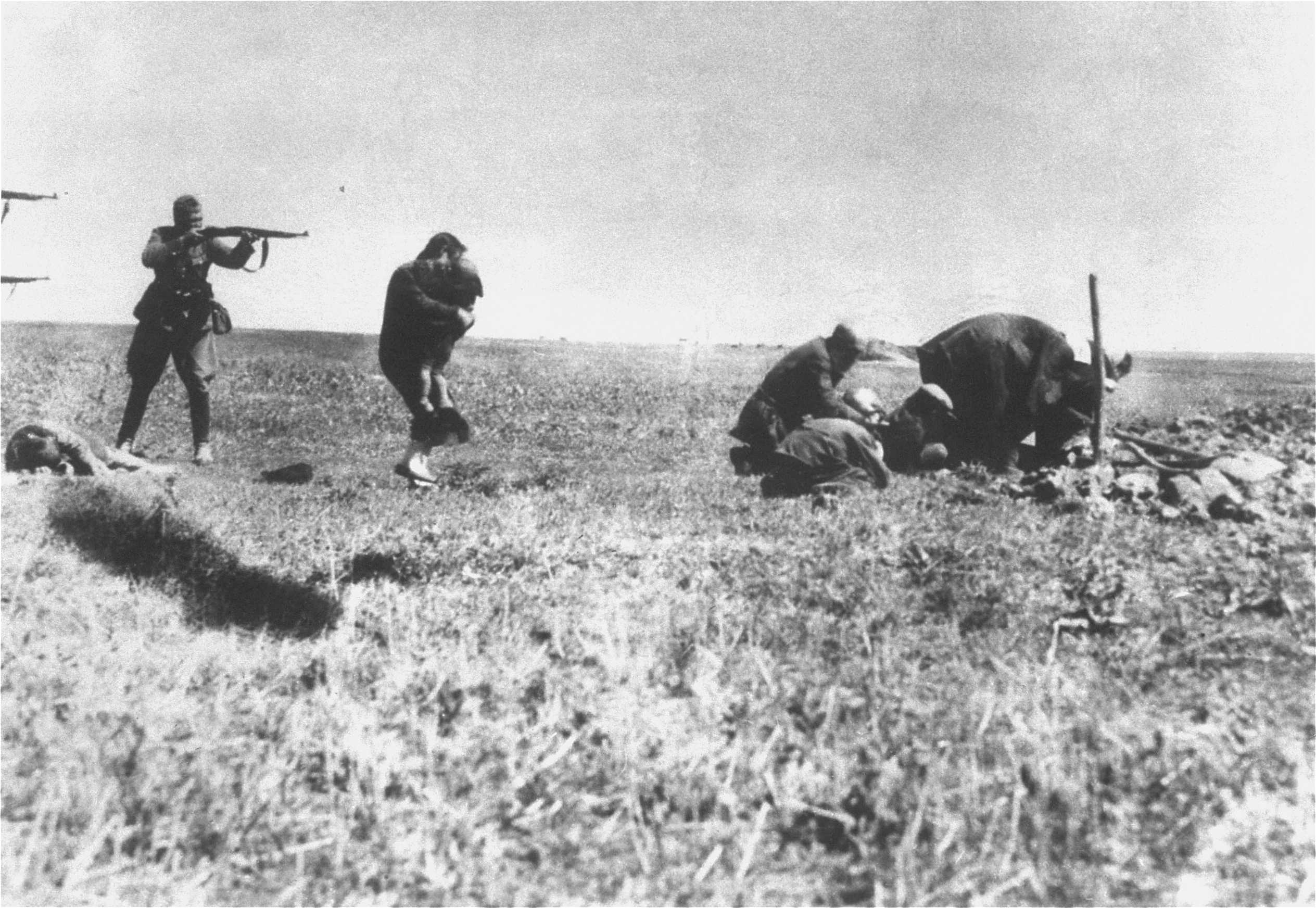
Les unités de tueries mobiles (Einsatzgruppen) en URSS

D'autres journaux ont été rédigés pendant cette période comme celui de Leïb Rochman (1918-1978) du ghetto de Minsk. Le journal débute le 17 février 1943. Leïb Rochman y décrit la résistance, d'abord juive autonome, ensuite commune avec Russes et Polonais puis l'extermination des Juifs. 
Avraham Tory, avocat de formation, était secrétaire du Judenrat du ghetto de Kovno (Kaunas, Lituanie). À ce titre il a accès aux décrets imposés par les nazis, aux réunions secrètes ou non du Judenrat, qu'il consigne à l'insu des autres membres dans son journal : « J'écrivais à toute heure, dans les premières heures du matin, dans mon lit la nuit, entre les réunions du Judenrat. Durant les réunions, j'écrivais quelquefois l'ordre du jour, des citations, des résumés, des dates le nom des lieux et des personnes sur des bouts de papiers ou un carnet de notes de peur d'oublier ». Tory parvient à s'échapper du ghetto de Kovno en 1944 après avoir caché son journal. Il expliqua plus tard : « Je cachais dans une caisse ce que j'avais écrit avec frayeur et anxiété car cela pouvait servir de preuve, de corpus delicti, témoignage accablant quand le jour du jugement viendrait ».
À Varsovie, le président du Judenrat Adam Czerniaków(1880-1942) tient également son journal, ainsi que le pédagogue Janusz Korczak (1878-1942), et d'autres anonymes, dont Chaim Kaplan (1880-1942), Abraham Lewin (1893-1943).
Shloyme Frank (1902-1966) fournit un témoignage du ghetto de Łódź.
Il faut aussi parler du bibliothécaire Hermann Kruk (1897-1944), qui, à Vilnius, prend la tête des Brigades des papiers et s'efforce de soustraire aux Allemands tous les biens culturels qu'il peut.
Beaucoup de notes prises par les victimes ont été enfouies puis déterrées par les survivants, sont souvent fragmentaires, incomplètes, partiellement illisibles à cause des intempéries. Certains prennent la forme d'invocations, plaintes ou cris d'alarme et de détresse.
Par ailleurs, le journal de Victor Klemperer (1881-1960) est une œuvre particulière et de premier plan. Vivant en Allemagne, Victor Klemperer, Juif allemand converti, a échappé à la déportation parce qu'il était marié à une non-juive. Il a tenu au jour le jour un journal de sa vie à Dresde. Exclu de l'université parce que Juif, Klemperer rédige son journal tous les matins. Il y consigne tout ce qu'il a observé et entendu la veille : « Je me disais : tu écoutes avec tes oreilles et tu écoutes ce qui se passe au quotidien, juste au quotidien, l'ordinaire et la moyenne, l'anti-héroïque sans éclat [...] ». Son journal a été publié sans avoir été retouché.

### Archives des ghettos

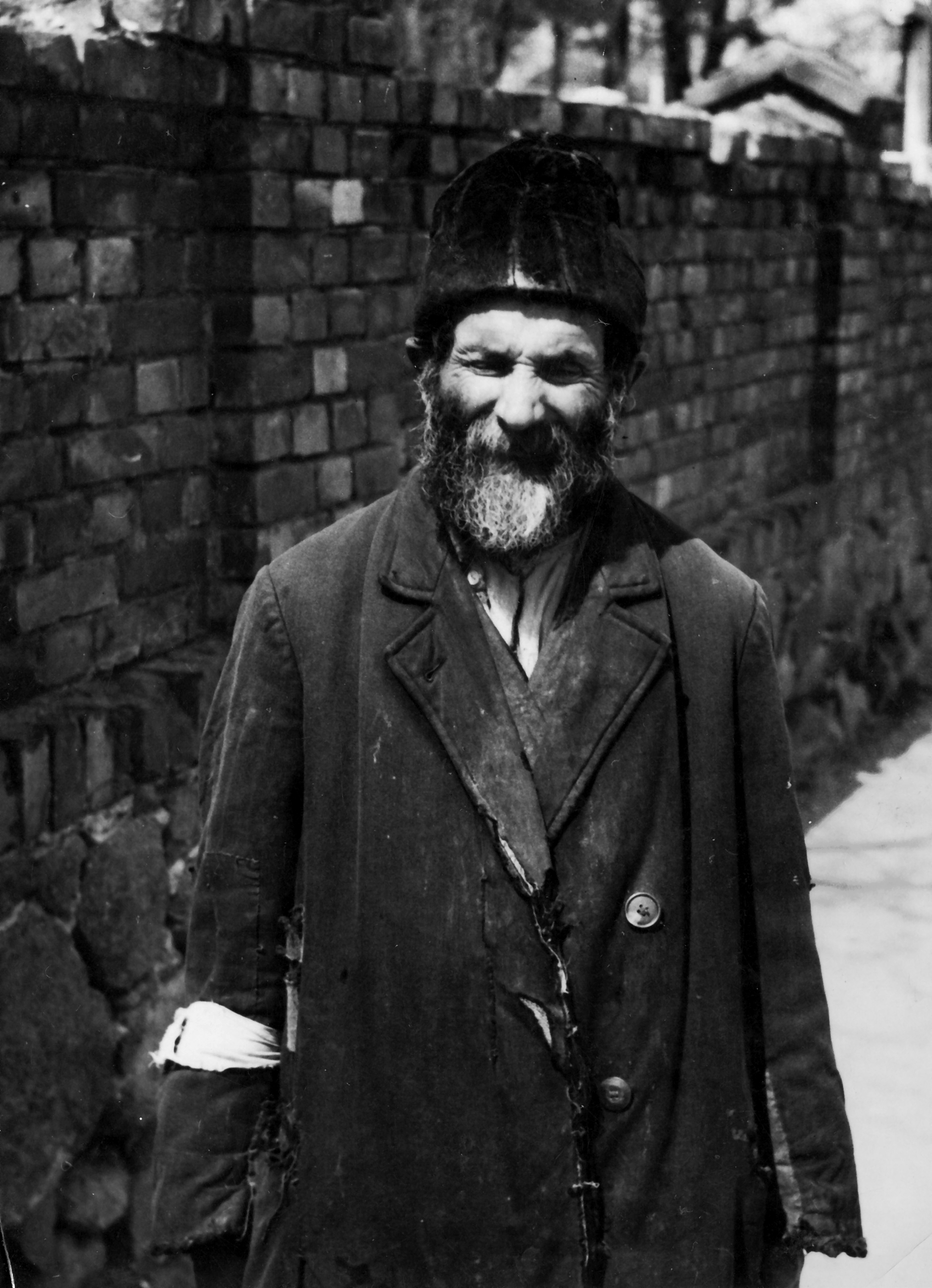
Vieux Juif dans le ghetto de Varsovie

Témoigner devient parfois un travail minutieux d'historien ou d'archiviste. L'historien Emanuel Ringelblum (1900-1944), le fondateur de l'Oyneg Shabbos rassemble tous les documents qu'il peut trouver sur le ghetto de Varsovie. L'objectif était d'élaborer une étude exhaustive de la vie et de l'histoire des Juifs sous l'occupation nazie.
Sauvées des ruines du ghetto, elles forment un ensemble de 25 000 pages appelé les Archives Ringelblum dont les 6 000 pièces sont conservées à l’Institut historique juif de Varsovie. Une partie seulement a été publiée en français. Le groupe de Ringelblum a fait un véritable travail d'archivage en collectant aussi bien des documents officiels (annonces des autorités d'occupation, formulaires, cartes de rationnement) et personnels (cartes d'identité, cartes de logement ou certificats d'embauche) que tous les documents relatifs aux actions commerciales ou culturelles. D'autre part, Le groupe a mené des enquêtes et couché par écrit des témoignages concernant la situation des différents groupes professionnels et des différentes tranches d'âge. On y trouve aussi des écrits littéraires, poèmes, proses, pièces de théâtre.
Ces archives ont été enfouies avant la destruction du ghetto et ont été exhumées après la guerre. Presque tous les auteurs des documents des Archives Ringelblum sont morts, soit dans le ghetto, soit dans les camps d'extermination. Il convient également de citer les chroniques quotidiennes du ghetto de Lodz, chronique minutieuse de quelque 6 000 pages écrites par les membres du Département des archives dans la clandestinité et qui retrace la vie quotidienne dans le ghetto. Ces émanations clandestines du Judenrat, apportent des informations capitales sur une période sombre de la vie d'une communauté juive.
Selon Saul Friedländer, ces journaux intimes ont été insuffisamment exploitée par les historiens. Pour lui, la « fonction perturbatrice est essentielle à la représentation historique de l'extermination de masse [...] et peut ébranler l'idée confortable que nous nous étions faite auparavant d'événements historiques extrêmes ». Les témoins cherchent pourtant à retranscrire le plus fidèlement possible ce qu'ils ont vécu.

## Mémoire des rescapés
La voix des rescapés fait écho à celle des disparus. Elle cherche à traduire pour les vivants les souffrances et l'absurdité totale du monde des camps, la faim, la mort constante et la difficulté de survivre. Jean Cayrol forge le terme de littérature lazaréenne pour qualifier ce nouveau genre littéraire. Le témoignage écrit permet à son auteur de prendre le temps de raconter son histoire et de la comprendre. Roger Gouffault déporté à Mauthausen l'exprime de la sorte : « L’écrit reste. L’écrit est une trace, tandis que les paroles s’envolent. Le livre, qui est un écrit long, permet de prendre le temps. Démontrer la progression, l’évolution des choses. Et donc de les comprendre ».
Nadine Heftler explique : « Je me suis seulement contentée de me remettre dans les événements, depuis que la Gestapo a frappé à ma porte jusqu'à la fin de la guerre ». La dureté du témoignage des premiers écrits tranche avec la plus grande retenue des écrivains des années 1970.

### Récits d'après-guerre
Dans le monde yiddish, les survivants écrivent par centaines.
Mordekhai Strigler (en) (1921-1998), dans son livre publié en yiddish en 1947, relate son expérience dans le camp de travail et d'extermination de Majdanek où il a été détenu pendant plusieurs semaines avant d'être envoyé dans un autre camp. L'auteur ne s'est pas contenté d'un simple récit factuel de la vie et des souffrances des déportés, il a aussi profondément réfléchi à la psychologie et aux réactions tant des victimes que des bourreaux confrontés à des situations exceptionnelles.
Il faut aussi parler d'Avrom Sutzkever (1913-2010) rescapé du ghetto de Vilnius, de l'acteur de théâtre Jonas Turkow (1892-1988), membre de l'Oneg Shabbat pour lequel il écrivit un essai sur le théâtre dans le ghetto de Varsovie ou d'Elie Wiesel (1928-2016). Ce dernier écrit tout d'abord son témoignage en yiddish, paru en 1955 sous le titre de ...Un di Velt Hot Geshvign (« Et le monde se taisait »), avant de le rééditer en français sous le titre de La Nuit, considéré depuis comme l'un des piliers de la littérature de la Shoah. 

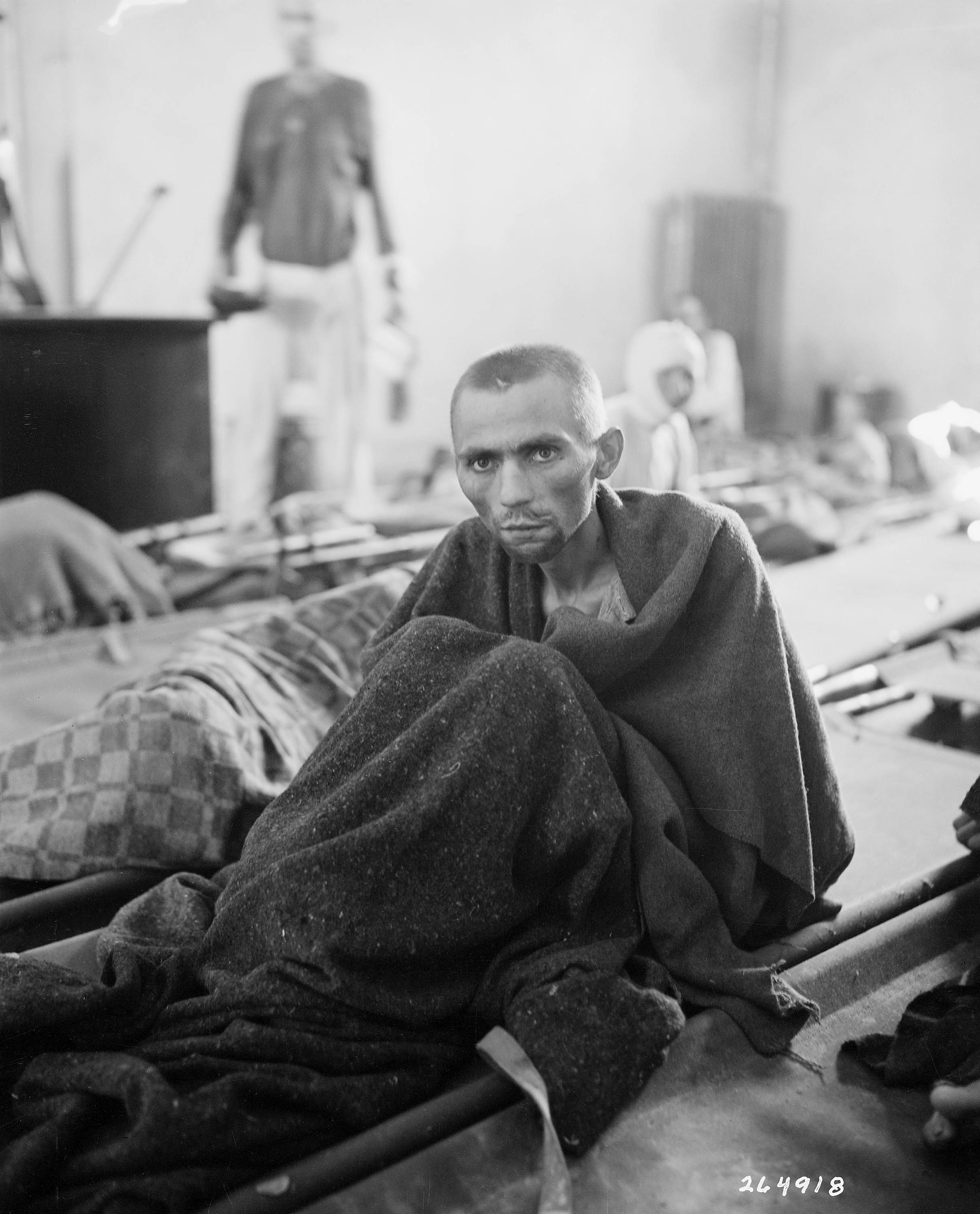
Survivant d'un camp de concentration

Il existe aussi de nombreux témoignages qui n'ont pas été écrits en yiddish. Le témoignage de Pelagia Lewinska (pl) (1907-2004) relate les exactions des SS et de leurs exécutants en mettant en lumière les fournées successives qui doivent disparaître. Elle explique qu'il faut éliminer au plus vite les plus faibles en ajoutant aux « appels » meurtriers des scènes de sport imposées à celles qui chancelaient. On retrouve les mêmes considérations sur le sadisme des bourreaux dans le récit de Moshé Garbarz. Il y décrit l'habitude des SS consistant à tuer systématiquement celui qui ne se relevait pas pendant un tabassage. Les récits des déportés reprennent indéfiniment la scène de l'arrivée dans le camp de concentration, la course hors du train, l'attente interminable, debout, dans la neige ou sous le soleil, l'appel dans la cour du camp au milieu des prisonniers hébétés, l’abandon des bagages, la perte des objets personnels, le déshabillage, le rasage de la tête aux pieds, la désinfection, la douche, la distribution de vêtements et de galoches, le froid des longs hivers... L'accent est mis sur la déshumanisation que subissent les prisonniers, réduits au rang de bêtes de somme affamées et hagardes, iniquement occupées à survivre le plus longtemps possible.

Les témoignages ont été très nombreux dans l'immédiat après-guerre et dans les années 1970-2000. Après guerre, les rescapés pensaient qu'ils avaient le devoir impérieux d'exposer l'inouï à la face du monde. Primo Levi (1919-1987) et Robert Antelme (1917-1990), déporté politique, sont les deux auteurs les plus connus. La précision de leur témoignage atteint une grande profondeur philosophique comme le montre cet extrait : 

« Nous sommes complètement épuisés, incapables même de courir […] La colonne marche dans l’ordre, puis le Blockführer SS qui se trouvait en tête descend vers le milieu de la colonne. Il s’arrête sur le bord de la route, les jambes écartées, et regarde la colonne passer. Il observe. Il cherche. « Du, komm hier ! » C’est un autre Italien qui sort. Sa figure est devenue rose. J’ai encore ce rose dans les yeux. Personne ne le tient au corps […] il attend Fritz, il va se donner à Fritz. La « pêche » continue […] On croirait qu’on est de connivence avec eux […] On a vu la mort sur l'Italien. Il est devenu rose après que le SS lui a dit « Du, komm hier ! » Le SS qui cherchait un homme, n’importe lequel, pour faire mourir, l’avait « trouvé », lui […] On ne parle pas. Chacun essaie d’être prêt. Chacun a peur pour soi […] Prêt à mourir, je crois qu’on l’est, prêt à être désigné au hasard pour mourir, non. Si ça vient sur moi, je serai surpris et ma figure deviendra rose comme celle de l’Italien. »

Les deux hommes ont ressenti cruellement la difficulté d'être entendus et crus dans leurs efforts de reconstituer la réalité et établir pour l'Histoire la matérialité des faits. La France de l'après-guerre immédiat est un pays traumatisé par la défaite et l'occupation. Elle a envie de tourner la page. De même, l'Italie panse les plaies des années de fascisme. De ce fait, les premiers témoignages peinent à trouver un éditeur et des lecteurs. La première édition de Si c'est un homme, de Primo Levi (réédité en Pocket), n'excède pas 2 500 exemplaires, en 1947. Sur la difficulté de se faire comprendre David Rousset écrit : « Les hommes normaux ne savent pas que tout est possible. Même si les témoignages forcent leur intelligence à admettre, les muscles ne suivent pas. [...] La mort habitait parmi les concentrationnaires toutes les heures de leur existence. Elle leur a montré tous ses visages. Ils ont touché tous ses dépouillements [...] Ils ont cheminé des années durant dans le fantastique décor de toutes les dignités ruinées. Ils sont séparés des autres par une expérience impossible à transmettre. »
Les œuvres des témoins ont toutes en commun une économie de moyens au service d'une écriture réaliste. Ces écrits sont influencés par les bouleversements de la littérature du XXe siècle. L'écriture de David Rousset rappelle celle du roman objectif américain. Beaucoup de textes ont été réécrits entre la première édition et la première réédition. C'est le cas de Si c’est un homme de Primo Levi. Entre la version écrite en 1946 et publiée en 1947, et la seconde, la standard, écrite entre 1955 et 1956 mais publiée en 1958, il existe des différences notables. De plus, un retour à la rationalité caractérise cette littérature.

### Derniers témoins
À partir des années 1970, conscients de l'imminence de leur décès et de la nécessité de transmettre, les derniers témoins oculaires ont pris la parole.
Marek Edelman, un des commandants de l'insurrection du ghetto de Varsovie, qui avait toujours gardé le silence et refusé toute participation officielle aux commémorations, livre ses souvenirs en 1977 dans un entretien avec Hanna Krall.
« Antek » Itzhak Zukerman, membre du mouvement juif de résistance du ghetto de Varsovie Ha'Chalutz attend les dernières années de sa vie pour dicter ses souvenirs du soulèvement du ghetto de Varsovie. 
Abba Kovner, combattant du ghetto de Vilnius, rédige les siens.
L'écrivain Joseph Bialot a attendu près de 60 ans avant de livrer le témoignage de son expérience concentrationnaire à Auschwitz dans C'est en hiver que les jours rallongent. Il y raconte également la libération du camp et ce qui s'ensuivit pour lui, rescapé : son périple de 4 mois pour réussir à retrouver Paris et sa famille, autrement dit : la vie.
Parmi les témoignages les plus terribles, se trouve celui de Filip Müller, l'un des rares survivants des Sonderkommandos d'Auschwitz. Il décrit sa sinistre tâche : sortir les corps des chambres à gaz, vérifier la présence d’or (dentaire inclus) et tous objets de valeur qui seraient remis aux SS, tondre les cheveux des femmes puis incinérer les corps.
Il est plus facile pour ces derniers témoins de communiquer leur expérience. Les temps ont changé. L'écoute et la compréhension sont plus importantes.
Seule Ruth Klüger bouscule le consensus sur le devoir de témoigner. Dans son livre Refus de témoigner, paru en 1992, cette spécialiste de la littérature allemande cherche à tordre le cou à ce qu'elle appelle des idées reçues. Pour elle, le souvenir, pour qu'il existe, demande un lien. Mais il est difficile à établir car il y a « un intervalle béant ». Il est aussi difficile et même « absurde » de décrire les camps avec des mots car « le langage humain a été inventé pour autre chose ». Ses souvenirs n'évoquent que très peu les nazis et les camps de concentration.
Dans le marché du livre de la décennie 2000, la publication de nouveaux témoignages pose problème : beaucoup n'ont pas les qualités littéraires qui font un bon livre ; le nombre des ventes est très limité, rarement plus de 1 000 exemplaires. De fait, l'édition de ce genre d'ouvrages s'apparente à un acte militant et se heurte à la conviction que « la Shoah n'est pas seulement l'affaire des Juifs et des fédérations de déportés ». De plus, bien qu'il possède la légitimité de la souffrance vécue, le récit du déporté demeure souvent, aux yeux des historiens, l'expression individuelle d'un malheur collectif. Il est donc susceptible de distorsions. L'historien Raul Hilberg déclare à ce sujet : « Bien que je me sois assez peu servi des témoignages, ils m'ont fait commettre des erreurs ».

## Penser la Shoah

### La Shoah, un événement unique dans l'histoire?
Le génocide des Juifs a eu des conséquences dans le domaine de la pensée philosophique. Ainsi, Adorno s’est posé la question : « Comment penser après Auschwitz ? ». Pour lui, la pensée occidentale issue de la Renaissance et des Lumières est devenue caduque. En effet, la philosophie occidentale a maintenu des rapports autres qu’épisodiques avec les structures totalitaires ayant pour conséquence Auschwitz. Aimé Césaire avance, quant à lui, que la pensée que révoque Adorno devant la barbarie nazie frappant en Europe des Européens blancs est la même qui philosophait tranquillement des siècles durant, sans se soucier de la barbarie européenne sévissant dans d’autres contrées où elle pensait qu’il n’y avait que des hordes sauvages sans foi ni loi et surtout sans droit. Ainsi se trouve posée d’une manière radicale la question de l’unicité de la Shoah. Alan S. Rosenbaum reprend les arguments en faveur de l’unicité de la Shoah : l’intention délibérée d’un État moderne d’exterminer un peuple ; l’instrumentalisation à cette fin d’un antisémitisme installé depuis des siècles ; la mobilisation de tout un appareil social et administratif ; l’effort immense pour rafler dans les pays occupés tous les Juifs et les soumettre à un processus de réduction en esclavage et d’élimination. Christian Delacampagne pense que l’entreprise génocidaire obéit à quatre critères : volonté de détruire physiquement un groupe en tant que tel pour des raisons d’ordre national, ethnique, racial ou religieux, utilisation, à ces fins, des ressources de la bureaucratie et de la technologie, des moyens d’action « collectifs et modernes ». Dans cette acception, le génocide arménien, la Shoah et le génocide rwandais sont de même nature.

### La Shoah et la question humaine

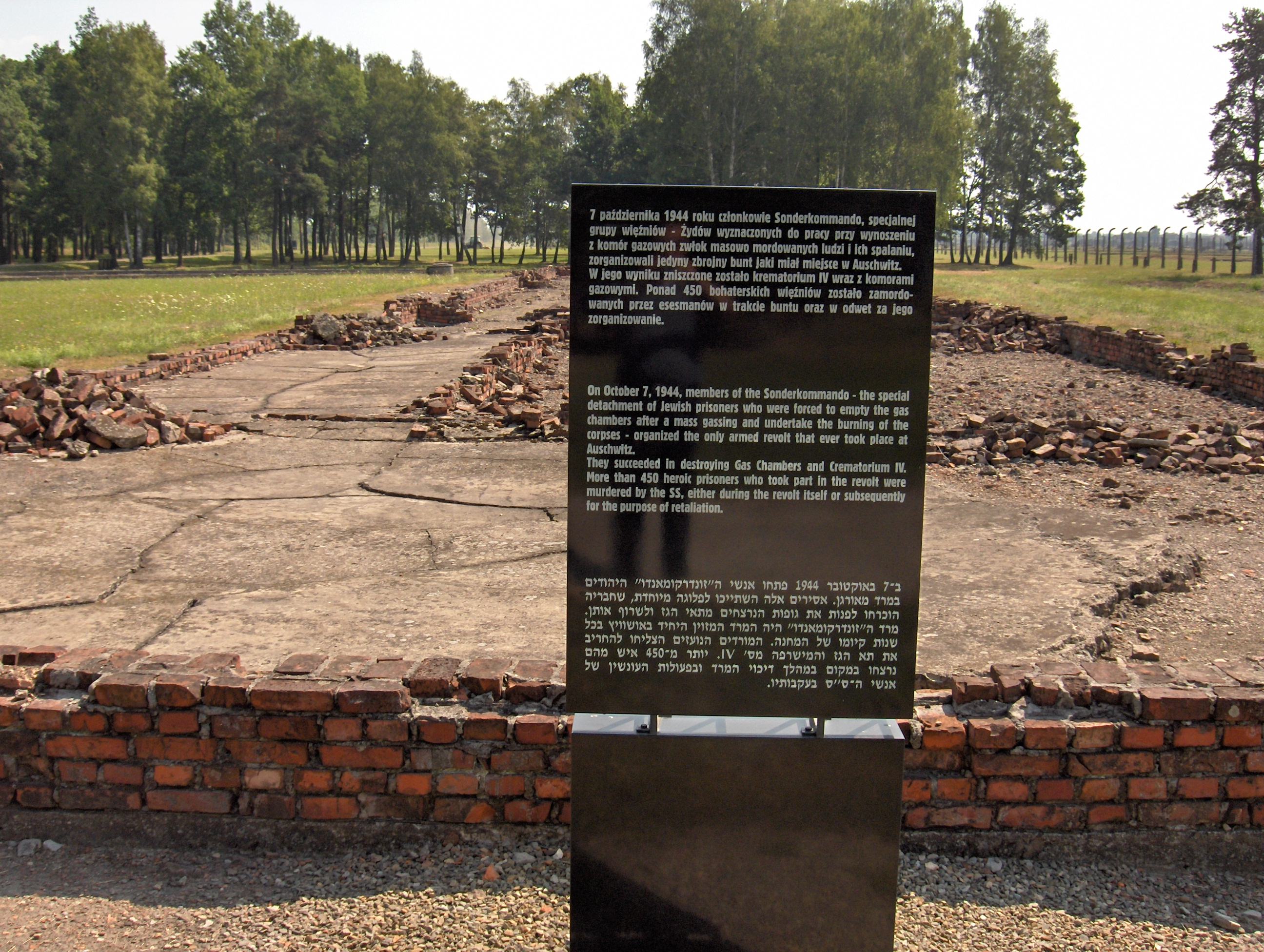
Ruine du crématoire IV

La Shoah est une telle négation de l'Homme dans ses fondements sociaux, moraux et philosophiques qu'elle amène les témoins à se pencher sur la question humaine. De fait, Primo Levi et Robert Antelme s'interrogent tous deux en 1947 afin de savoir « si c'est un homme » et ce qu'est « l'espèce humaine ». Bruno Bettelheim a connu en 1938, la déportation à Dachau puis à Buchenwald avant de pouvoir émigrer aux États-Unis en 1939. Il consacre plusieurs livres à ce qu'il nomme l'analyse de « l'expérience de l'extrême », des effets de la terreur, de l'humiliation, et à la dégradation psychologique et morale qu'ils entraînent chez les victimes. Hannah Arendt débarrasse l'extermination de toute dimension mystique ou théophanique dans sa thèse célèbre sur la « banalité du mal ». Elle analyse les nazis comme des serviteurs du crime, simples rouages d'une énorme machine administrative devenue folle et inhumaine.
Les interrogations sur la nature de l'espèce humaine nées après Auschwitz continuent à questionner les philosophes et les intellectuels. Pour Giorgio Agamben, un philosophe italien né en 1942, Auschwitz est « un lieu où l’état d’exception coïncide parfaitement avec la règle, où la situation extrême devient le paradigme même du quotidien ». Pour lui, ni les règles de droit, ni la morale, ni les références culturelles ou philosophiques ne peuvent expliquer le réel alors que le Muselmann ou celui qui est chargé dans le camp de gérer les chambres à gaz et le four crématoire ne le peuvent plus. Les philosophes questionnent le lien entre l'humain et l'inhumain. La culpabilité n'est pas seulement celle des rescapés, elle est ici celle des survivants qui ont perdu des proches.
Les psychanalystes se sont eux aussi emparés de la Shoah à travers les notions de perlaboration, de travail du deuil, de résilience. Parmi les nombreux ouvrages consacrés à ce sujet on peut citer L'Absence de Pierre Fédida et Ce Temps qui ne passe pas Jean-Bertrand Pontalis.

### Dieu et la Shoah
La Shoah a poussé un bon nombre de Juifs à s'interroger sur le silence de Dieu. En effet, pour beaucoup de Juifs, à l’heure de l’épreuve, le silence de Dieu est un scandale. Cette question est majeure à l’intérieur même du judaïsme et pour tout juif croyant, la foi juive se fondant précisément dans la présence de Dieu dans l'Histoire.
L'une des réponses est celle du psychiatre juif Henri Baruk : la Shoah peut se concevoir comme une théophanie, c'est-à-dire une manifestation divine, mais négative. Elle serait l'application des menaces de Dieu à Moïse en cas de rupture de l'Alliance. Selon Baruk, Marx et Freud, ces deux dissidents du judaïsme que la Bible désigne sous le nom de « faux prophètes » sont les grands responsables de cette rupture de l'Alliance qui entraîne une menace contre l'existence même du peuple juif. La Shoah est donc interprétée comme une punition. D'autres « prophétisaient » cette « punition » lors de la réforme du judaïsme entreprise par Abraham Geiger. Cette notion de punition est également adoptée par Zalman M. Schachter, bien qu'elle s'adresse à tous les Juifs, qui n'ont pas condamné l'Allemagne.
Des Juifs laïcs de la jeune génération répondent à cela que « s’il y avait un Dieu, il aurait sauvé au moins les observants, les fidèles, les priants ». Pour eux, ainsi que leurs aînés, la Shoah est simplement une preuve de plus infirmant l’existence de Dieu. Dans une ligne proche, bien que dans une optique plus religieuse, André Néher parle à propos de la Shoah d'un « échec de Dieu. »
Cependant, ces deux types de réponses sont irrecevables pour Emil Fackenheim, rabbin progressiste, héritier de la pensée de Franz Rosenzweig et de Martin Buber, et tributaire des interrogations d'Elie Wiesel. Pour ce dernier, né dans une famille juive orthodoxe, élevé dans le monde des Hassidim, et bercé dans la Kabbale, le « Dieu de son enfance, » Celui qui sauve toujours Ses enfants in extremis, est mort. Cependant, ce n'est pas le cas de Dieu Lui-même : la colère de Wiesel s'élève à l'intérieur de la foi, et « les questions que je m'étais autrefois posées à propos du silence de Dieu, elles demeurent ouvertes [...] je maintiens que la mort de six millions d'êtres humains pose une question à laquelle aucune réponse ne sera jamais apportée. » 
Fackenheim affirme quant à lui que seule la tradition juive peut, et doit, répondre à la question : malgré le mal, Dieu est-il présent dans l’histoire ? Pour lui, les Juifs sont « Témoins pour Dieu et pour l'homme, même si nous (les Juifs) sommes abandonnés par Dieu et par l'homme ».
Ces réflexions sont le fruit d'une longue maturation. En 1938, Emil Fackenheim, emprisonné avec d’autres Juifs, se fait interpeller par l’un d’eux : « Vous avez étudié la théologie juive, n’est-ce pas Fackenheim ? Vous en savez donc bien plus que nous tous ici. Alors je vous demande ce que le judaïsme pourrait nous dire aujourd’hui ». Fackenheim se promit alors de pouvoir répondre un jour à cette question. 
Après Auschwitz, il pense que pour ne pas donner à Hitler la victoire à titre posthume, il est interdit au Juif de désespérer de l’homme et de son monde et de s’évader dans le cynisme ou dans le détachement. Si l'on peut parler, avec Martin Buber, d’éclipse de Dieu, il n’y a pas lieu de s’attarder sur la mort de Dieu, car cette image de Dieu est bien éloignée de la représentation que s'en fait le judaïsme.
Le philosophe allemand Hans Jonas propose une réponse fort différente dans Le Concept de Dieu après Auschwitz. Pour lui, une certitude émerge du désastre : si l'existence de Dieu ne doit pas être remise en question après Auschwitz, le concept de la toute-puissance divine doit en revanche être abandonné. Les hommes doivent accepter un Dieu faible en devenir et en souffrance, un Dieu qui « s'est dépouillé de sa divinité », seule hypothèse alternative acceptable à celle d'un Dieu tout-puissant, qui a donc voulu ou permis l'extermination des Juifs.

### Le témoignage et le Dire

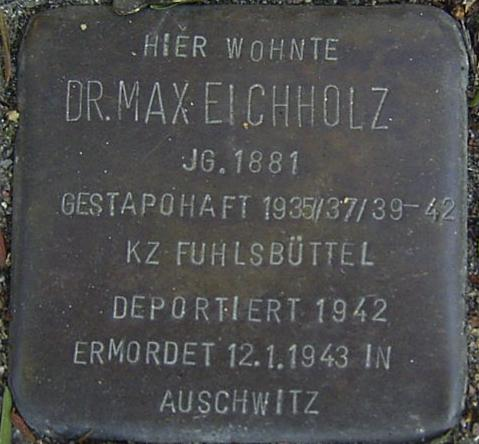
Stolperstein à Hambourg

L'essai, forme hybride entre document historique, récit biographique et réflexion philosophique, est devenu une des formes majeures de l'écriture de la Shoah. C'est un genre autonome qu'on peut retrouver dans le roman et même de la poésie. Adorno, en s'interrogeant sur la possibilité d'écrire de la poésie après Auschwitz ouvre un champ qui mobilise une grande partie de la réflexion contemporaine sur l'esthétique. Les essais se multiplient : Maurice Blanchot s'interrogent sur L'Écriture du désastre. Jacques Derrida consacre plusieurs livres à la question : L'Écriture et la différence (1967), Schibboleth (1986), Feu la cendre (1986), Sauf le nom (1993), Khôra (1993), Apories (1996). Le philosophe Paul Ricœur a développé une philosophie de la mémoire, définissant le devoir de mémoire comme une certaine forme d'injonction à se souvenir d'événements horribles, qui ne prend son sens que par rapport « à la difficulté ressentie par la communauté nationale, ou par des parties blessées du corps politique, à faire mémoire de ces événements de manière apaisée ». Il relève qu'il y a un glissement du bon usage à l'abus du « devoir de mémoire », lorsque « le devoir de rendre justice, par le souvenir, à un autre que soi », aux victimes à l'égard desquelles nous avons une dette à payer, s'érige en « direction de conscience qui se proclame elle-même porte-parole de la demande de justice des victimes » par une sorte de « captation de la parole muette des victimes ».
L'interrogation sur la possibilité ou l'impossibilité du Dire traverse donc tous les essais, toutes les réflexions sur la Shoah. Comment dire le néant ? « Effectivement. Comment peut-on décrire des choses qui « ne peuvent se décrire » et pour lesquelles « il n'y a pas de mots » ? Et pourtant il a fallu trouver des mots, parce que hormis les mots, il n'y avait presque rien[...] ». C'est un musicien, Simon Laks qui le dit.

## Littérature romanesque de la Shoah
Les questions posées par la littérature romanesque de la Shoah peuvent être résumées en deux phrases. La première d'Adorno : « Quelle est la légitimité de l'art confrontée à la souffrance extrême ? ; La seconde d'Aharon Appelfeld : « Seul l'art a le pouvoir de sortir la souffrance de l'abîme ».

### Écriture romanesque des rescapés des camps et des ghettos

#### Romans en yiddish

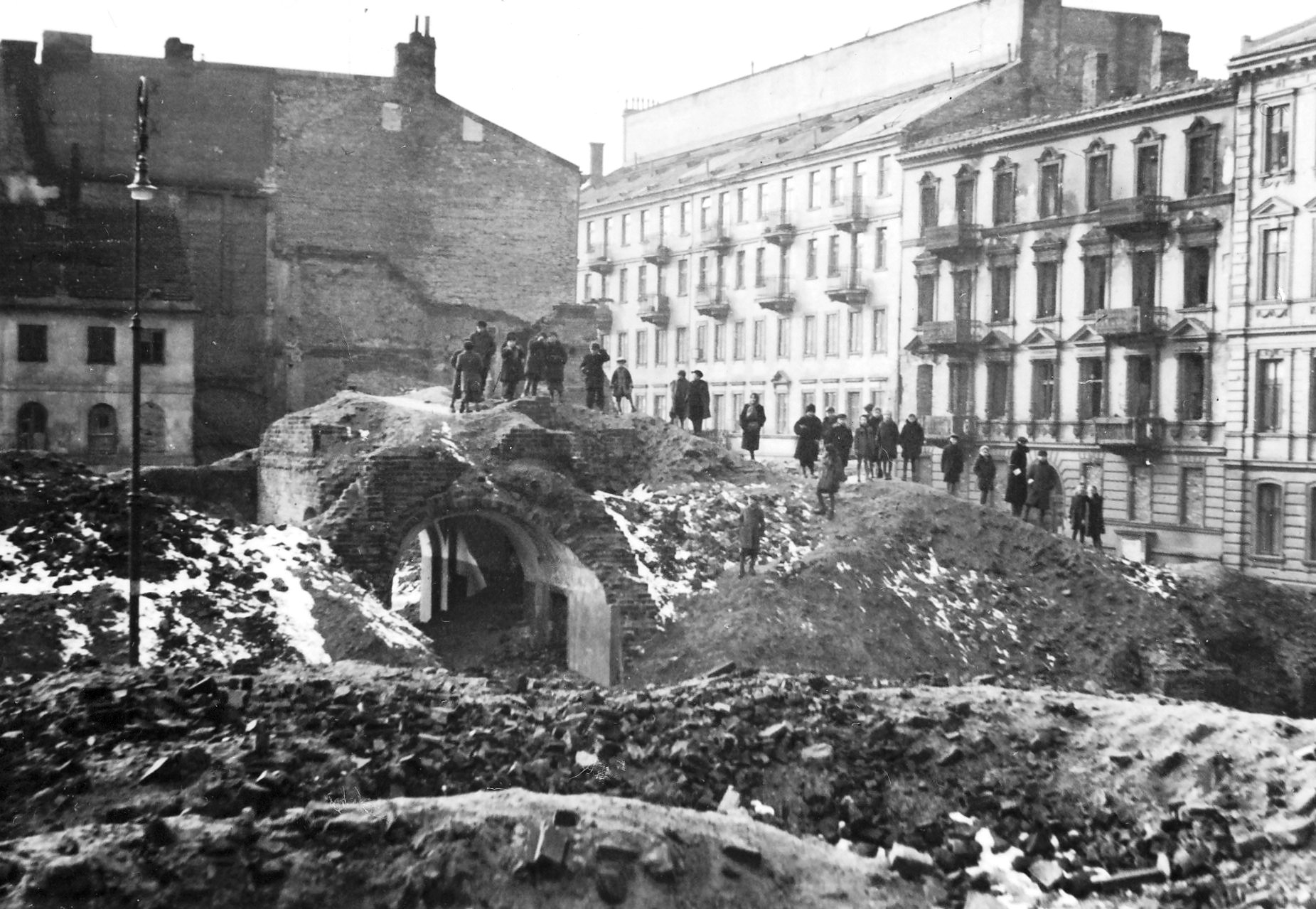
Les ruines du ghetto de Varsovie photographiées en 1945

Les premières œuvres romanesques sont, comme les témoignages, dictées par la volonté de transmettre, de rendre cette expérience intelligible mais cette fois-ci dans une reconstitution utilisant les codes fictionnels. C'est en Yiddish que sont écrits les premiers romans. Chava Rosenfarb publie L'Arbre de vie (Der boym fun lebn ; דער בוים פֿון לעבן), trilogie commencée dans le ghetto de Łódź et achevée en 1972. Elle est aussi l'auteure de poèmes écrits à Auschwitz où elle fut internée en 1944. Mordekhai Strigler relate sous forme romancée sa vie dans le camp de travail de Skarzysko-Kamienna où il fut envoyé après avoir passé sept semaines à Majdanek. Il écrit ensuite Fabrique C en 1950 et les deux volumes de Destins en 1952. Isaïe Spiegel écrit plusieurs séries de nouvelles : Lumière d'abîme en 1952, Vent et racines en 1955 et Les Flammes de la terre en 1966. Yehiel De-Nur utilise la forme romanesque pour livrer ses souvenirs sous le nom de « Ka-Tzetnik 135633 » ce qui signifie KZ (Konzentrationslager) 135633 en référence au numéro que les nazis ont tatoué sur son bras à son arrivée dans le camp d'Auschwitz.. Son œuvre sur la Shoah donnera naissance à un cycle de six romans étalés dans le temps. En 1946, Il écrit Salamandra, où il décrit le sadisme des nazis à Auschwitz. La Maison de filles de 1955 raconte l'histoire de Daniella, quatorze ans au début du récit, qui finit par aller travailler dans « la Maison de filles ». Ka-Tzetnik évoque dans ce roman écrit d'après le journal écrit par une jeune fille qui a péri dans les camps de la mort, un bordel de prostitution situé à l'intérieur du camp, un quartier cyniquement appelé « Division de la Joie » (en anglais, Joy Division), d'après la terminologie nazie. Sont décrites les atrocités subies par les jeunes filles et les femmes juives, recrutées par les officiers nazis dans les camps pour être violées. Rachmil Bryks écrit des nouvelles en yiddish traduites en anglais sous le titre de A Cat in the Ghetto : Four Novelettes. Elles parlent de la mort lente dans le ghetto.

#### Témoignages romanesques dans d'autres langues

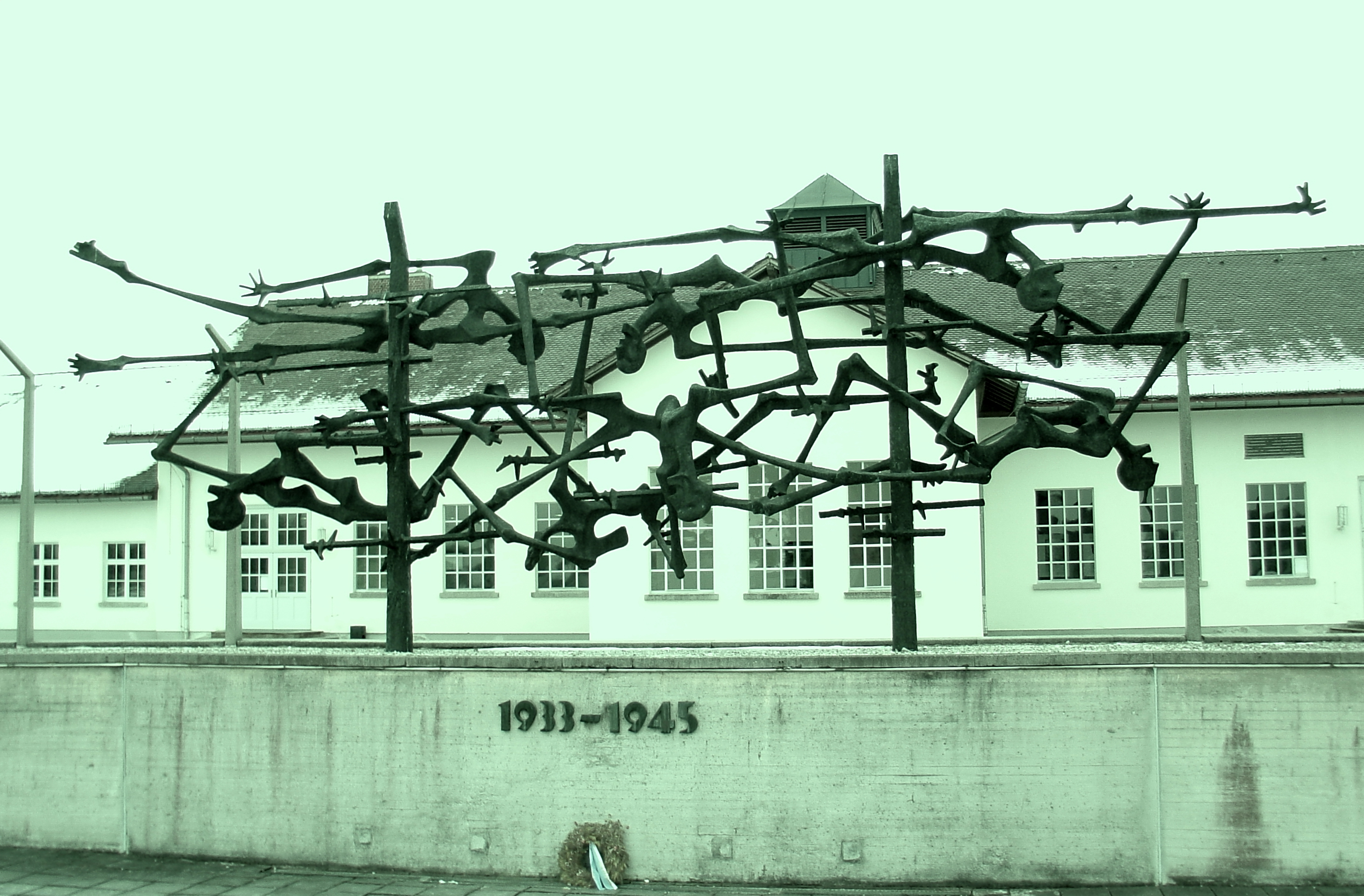
Mémorial à tous ceux morts en tentant de s'enfuir du camp. Une sculpture semblable est exposée au Mémorial de Yad Vashem à Jérusalem en Israël

D'innombrables romans sont écrits en diverses langues. Le Français David Rousset (1912-1997) écrit ses souvenirs d'ancien déporté dans Les Jours de notre mort et dans Le pitre ne rit pas. Il montre l'horreur et la grandeur humaine qui se côtoient dans les camps. 
En langue allemande, on peut citer Lion Feuchtwanger (1884-1958), l'un des chefs de file des intellectuels allemands qui luttent contre le nazisme avant guerre. Réfugié en France puis aux États-Unis à partir de 1940, il publie Le Diable en France en 1942. Il y raconte son internement en 1940 au camp des Milles, près d'Aix-en-Provence ; il évoque les humiliations que la France a fait subir aux Allemands et Autrichiens antinazis qui avaient, en 1933, choisi ce pays comme terre d'asile. Fred Uhlman (1901-1985), exilé d'Allemagne en 1933 écrit L'Ami retrouvé. Anna Seghers avec Transit (1944) livre aussi sous forme romanesque son histoire de réfugiée en France. 
En langue tchèque, l'écrivain le plus emblématique est Jiří Weil (1900-1959). En 1949, il publie plusieurs livres sur le thème de la Shoah et de l'exclusion des Juifs du monde par les nazis : un roman d'inspiration autobiographique Vivre avec une étoile, un impressionnant collage littéraire, Complainte pour 77 297 victimes (Žalozpev za 77297 obetí) (1958) et un roman posthume Mendelssohn est sur le toit (1960). 
En langue polonaise, il faut citer deux auteurs. Le premier est Tadeusz Borowski (1922-1951) qui n'est pas juif. Il fait revivre l'horreur des camps avec une cruauté à peine soutenable dans un recueil de nouvelles L'Adieu à Marie (Pożegnanie z Marią), ou Le Monde de Pierre. Il finira par se suicider. Adolf Rudnicki (1912-1990) qui a vécu la guerre en dehors du ghetto montre la vie du ghetto dans son recueil de nouvelles les Fenêtres d'or. Ida Fink (1921-2011), née à Zbarav a pu s'échapper du ghetto de Lwow en 1942. Elle écrit en polonais uniquement sur la Shoah. Dans Le Jardin à la dérive, un recueil de nouvelles, elle trace le portrait de gens ordinaires confrontés à l'inimaginable. Dans Le Voyage, elle raconte sous une forme romanesque son odyssée douloureuse sous l'identité d'une petite fille catholique pour échapper à ses bourreaux. 
En 1945, Joaquim Amat-Piniella (1913-1974) écrit en catalan K. L. Reich, récit saisissant de ses cinq années de captivité dans le camp de Mauthausen. Ce n'est qu'en 1963 que le livre sera publié dans une version expurgée par la censure de la dictature de Franco. La version complète ne sera publiée qu'en 2001.
L'écriture romanesque de ces écrivains décrit parfois avec un hyper-réalisme les situations, parfois même des visions de cauchemar. Ils sont à mettre en parallèle avec les dessins réalisés par les déportés, les plus connus en France étant ceux de David Olère. Les scènes d'arrivée dans le camp de concentration reviennent comme dans des cauchemars. On peut citer le roman de Ka-Tzetnik 135633, La Pendule au-dessus de la tête, paru en 1961.
Les œuvres romanesques écrites en langue française par les rescapés de la Shoah empruntent différentes voies littéraires. Le Sel et le soufre d'Anna Langfus (1920-1966), paru en 1960, évoque son périple pendant la guerre, ses qualités littéraires retiennent immédiatement l'attention de la critique et du public. Elle reçoit pour ce livre le prestigieux prix Charles-Veillon. Le roman suivant, Les Bagages de sable obtient le prix Goncourt en 1962. Elle y présente sous la forme d'une aventure amoureuse ratée, la douleur d'une rescapée de la Shoah incapable de revenir au monde. Piotr Rawicz (1919-1982), né en Ukraine et exilé à Paris en 1947 après avoir miraculeusement survécu à l’extermination des Juifs d’Europe, cherche à élucider les raisons de sa survie dans Le Sang du ciel, un roman étonnant qui oscille entre macabre et grotesque, violence et tendresse. Le premier roman de Jorge Semprún (1923-2011) Le grand voyage, écrit à 40 ans, a comme thème la déportation. Ce roman autobiographique a la structure d'un récit oral. La trame chronologique est sans cesse perturbée par des digressions qui apparaissent au gré de la mémoire, par des mots-clés ou même une volonté rationnelle de souvenir. La narration est une odyssée de cinq jours dans le cadre unique d'un wagon de marchandise entre Compiègne et le camp de concentration de Buchenwald. Gérard, le narrateur repense à son passé et raconte des événements relatifs.

#### Enfants de la Shoah
Ceux qui ont vécu la Shoah enfants livrent un regard différent. Ainsi Uri Orlev (1931-2022), survivant du ghetto de Varsovie et du camp de Bergen-Belsen, invente l'histoire d'Alex, gamin débrouillard, qui parvient à survivre avec sa souris blanche dans un abri clandestin qu'il a lui-même construit au sein du ghetto de Varsovie, Une île, Rue des Oiseaux.
Jaroslaw Marek Rymkiewicz (en) (1935-2022), livre dans une œuvre inclassable, La dernière gare, Umschlagplatz, à la fois roman, essai et récit autobiographique ses souvenirs d'enfant polonais vivant tout près du ghetto de Varsovie. Umschlagplatz, la « place du Transbordement » est le lieu d'où sont partis vers les camps de la mort, 310 000 Juifs en 1942. L'œuvre d'Henryk Grynberg, né en 1936 à Varsovie, a été caché pendant la guerre dans des familles « aryennes ». Il témoigne de ses expériences à travers des nouvelles et des romans comme L'enfant de l'ombre où il raconte l'errance éperdue de son enfance, Drohobycz, Drohobycz and Other Stories : True Tales from the Holocaust and Life After, un ensemble de nouvelles qui racontent entre autres l'assassinat de l'artiste Bruno Schulz ou Children of Zion (Jewish Lives) où il raconte l'évacuation d'enfants d'Union soviétique vers la Palestine en 1943. Louis Begley, né en 1933, se penche sur son passé dans Une éducation polonaise. Il évoque « sa propre honte d'être en vie », la blessure d'une enfance polonaise passée dans la peur, le mensonge, le secret. Jerzy Kosinski (1933-1991), autre enfant caché raconte lui aussi dans son premier roman, L'Oiseau bariolé, en 1966, l'épopée d'un enfant juif dans les campagnes polonaises durant la Seconde Guerre mondiale. Le lecteur est confronté à une suite de scènes atroces dans lesquelles la violence et la cruauté atteignent leur paroxysme. Les tortures, tant morales que physiques, subies par l'enfant, sont contées avec monotonie dans un style sec, toujours sur le même tempo, comme si elles étaient les conséquences d'un mal inéluctable qui habite l'homme. Dans Né juif, Marcel Liebman raconte son enfance d'enfant caché en Belgique.
Le hongrois Imre Kertész (1929-2016), dont l'œuvre est profondément marquée par son expérience des camps, est le témoin incroyablement neutre de ce qu'il a vécu. Dans son roman Être sans destin, le héros est un adolescent juif de quinze ans, comme lui à l'époque de son internement, Le jeune homme est arrêté puis déporté dans un camp de concentration nazi. Là, il considère les événements qui s'y déroulent comme quelque chose de « naturel compte tenu des circonstances ». De ce fait, la barbarie qu’il subit ne semble susciter en lui qu’indifférence (comme dans L'Étranger de Camus). Kertész raconte, sans aucun effet pathétique, les crimes atroces qui se déroulent dans le camp. Il tente au contraire de s'en distancier, et de garder le point de vue d'un adolescent étonné. L'auteur pense qu'il est impossible d'écrire un roman sur la réalité d'Auschwitz sans choquer le lecteur. On ne peut que tenter de faire comprendre, par le trouble que suscite le récit, cette monstruosité humaine.

#### Impostures littéraires
La portée de la Shoah, et l'impact des témoignages, ont encouragé certains auteurs à publier des récits purement fictifs en les faisant passer pour d'authentiques récits de survivants. Parmi ceux-ci, Monique De Wael, dite Misha Defonseca s'invente une odyssée pédestre de la Belgique à la Russie à la recherche de ses parents déportés. 
Cet ouvrage s'est vendu à 200 000 exemplaires tant l'histoire de cette petite fille adoptée par des loups plus accueillants que les humains de l'époque a provoqué l’émerveillement des lecteurs. L'auteure a reconnu le caractère fictionnel de son œuvre à la suite de la polémique déclenchée autour du livre Survivre avec les loups, et du film qui en avait été tiré. 
Elle avait été précédée en la matière par Bruno Grosjean, qui avait publié ses « souvenirs » sous le nom de Binjamin Wilkomirski, avant que les incohérences et le caractère fictionnel du récit ne soient définitivement établis en 1999.

### La Shoah, un thème fictionnel devenu universel
Le choc de la Shoah a été tel dans le monde que de nombreux romanciers en ont fait un thème central pour leurs fictions romanesques. Tous les pays d'Europe ont été touchés ainsi que toutes les communautés juives du monde. Mais pour la plupart de ces auteurs, qui n'ont pas fait l'expérience des camps, toute tentative de représentation directe semble impossible, voire indécente. Il faut donc trouver d'autres moyens pour parler de la Shoah, sans décrire les camps et ce qui s'y passait.

#### Pionniers
La première tentative indirecte est certainement due à Saul Bellow (1915-2005), l'un des maîtres du roman juif américain. Dans son premier roman, L’homme de Buridan (Dangling Man) publié en 1944, il évoque les exactions des Gardes de fer roumains pendant la Seconde Guerre mondiale. En 1946, Zvi Kolitz (1912-2002) publie Yossel Rakover s'adresse à Dieu, poignant réquisitoire d'un combattant du ghetto de Varsovie, texte salué par Emmanuel Levinas. En Israël, Haim Gouri (1923-2018) s'inspire de ses expériences européennes en 1947, pour écrire L'Affaire chocolat. Il y dépeint deux survivants se retrouvant dans la Varsovie d'après-guerre, Robi, débordant d'initiative et d'esprit d'entreprise, qui réalise l'affaire en question, tandis que son compagnon Mordy se laisse submerger par la douleur et en meurt. Edward Lewis Wallant (1926-1962) met en scène dans son deuxième roman, Le préteur sur gages (1961) un rescapé de la Shoah, Sol Nazerman, survivant de Dachau et de Bergen-Belsen qui s'est installé comme préteur sur gages à Harlem. Wallant analyse les conséquences psychologiques de la Shoah chez un survivant. Il fait un parallèle entre la situation des Juifs et celle des Noirs américains victimes de l'esclavage et de la ségrégation. Ce parallèle a provoqué une vive controverse au moment de la sortie du roman.
Saul Bellow et Bernard Malamud (1914-1986) reviendront plusieurs fois dans leur œuvre sur la Shoah, le premier dans La Planète de M. Sammler, le second dans L'Homme de Kiev en 1966 et La Grâce de Dieu, son dernier roman en 1982. Ils ouvrent la voie à toute une série de romans qui sans avoir comme sujet principal la Shoah, y font référence par les biais d'un personnage ou d'un retour en arrière. 
Lorsque André Schwarz-Bart (1928-2006) publie Le Dernier des Justes en 1959, la littérature romanesque de la Shoah en est encore à ses balbutiements en France. Ce roman qui raconte par le truchement une saga familiale, l'histoire des Juifs d'Europe du XIIe siècle à Auschwitz connaît un succès phénoménal (plus d'un million d'exemplaires vendus et un prix Goncourt). Le public français prend conscience de l'horreur du génocide juif qu'il peut situer dans la perspective historique du vieil antisémitisme européen. L'impact fort de ce livre est tel que le « Kaddish » qui termine le livre est aujourd'hui inscrit en lettres géantes sur un mur de Yad Vashem.

#### Romanciers anglophones

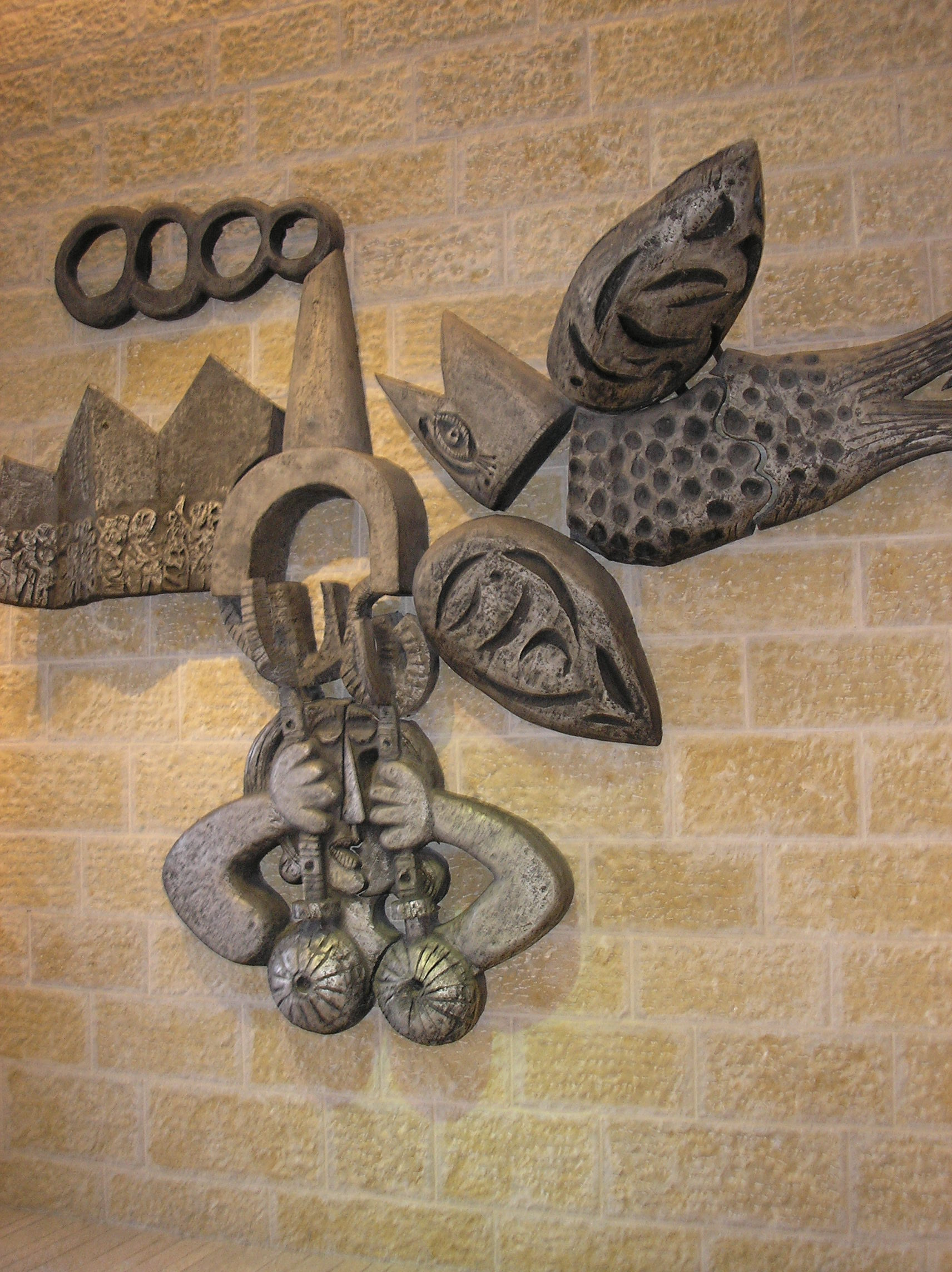
Fresque de Yad Vashem

Philip Roth dont les romans racontent l'histoire de Juifs américains, évoque souvent le souvenir de la Shoah. Dans son premier opus, Goodbye, Columbus, la Shoah apparaît dans une des six nouvelles, Eli le Fanatique. Dans le petite communauté de Woodenton, Eli Peck, un avocat juif assimilé de la petite ville, est chargé de faire partir une communauté juive fraîchement émigrée d'Europe de l'Est. Il se retrouve face à une communauté qui a tout perdu. Par la suite, l'écriture de Philip Roth n'aborde la Shoah que sous les formes de l'absurde, du grotesque, du macabre. Roth donne naissance à son double littéraire dans L'écrivain des ombres, « Nathan Zuckerman ». Celui-ci rencontre une belle inconnue qu'il imagine être une Anne Frank rescapée de Bergen-Belsen qui, apprenant sur le tard la survie de son père lors de la publication de son fameux journal, choisit de garder le silence pour laisser à son témoignage « posthume » toute sa force d'impact sur la prise de conscience de la Shoah. Dans Opération Shylock l'écrivain aborde une nouvelle fois le thème de la judéité au XXe siècle et se demande comme être Juif au XXe siècle, après l'holocauste, alors qu'un État juif, existe désormais. Le narrateur, Philip Roth lui-même, apprend qu'un certain « Philip Roth » sévit en Israël, donnant des conférences sur le diasporisme ou le retour des Juifs ashkénazes dans leurs patries respectives. Dans Le complot contre l'Amérique (2004), Roth écrit un « roman historique » dans lequel le narrateur, un certain Philip Roth, raconte l'histoire de sa famille alors que Charles Lindbergh, connu pour son antisémitisme et ses sympathies nazies, est devenu président des États-Unis en 1940.
Cynthia Ozick propose une œuvre, elle aussi étonnante. Le héros du Messie de Stockholm est un critique littéraire suédois qui se prend pour le fils naturel de Bruno Schulz, l'écrivain polonais assassiné par les nazis. Il recherche le manuscrit d'un roman mythique et perdu de son père imaginaire, Le Messie. Le Châle, tourne autour de Rosa Lublin. survivante d'un camp de la mort, elle ne se remet pas de la perte de son bébé qu'elle avait enveloppé dans un châle pour le cacher aux nazis : « Ma nièce Stella, énonça lentement Rosa, dit qu’en Amérique les chats ont neuf vies, mais nous, nous sommes moins que les chats, alors nous en avons trois. La vie avant, la vie pendant, la vie après. » Un des derniers romans d'importance américain sur la Shoah est L'Histoire de l'amour de Nicole Krauss, publié en France en 2005. Dans ce roman où plusieurs trames de narrations se croisent, un des protagonistes, Léopold (Léo) Gursky survit à la Shoah en restant caché dans les forêts polonaises tandis que sa bien-aimée, Alma, a pu partir pour New York avant l'invasion allemande. Après la guerre, Léo rejoint à son tour l'Amérique. Alma, enceinte de lui et qui le croyait mort s'est mariée avec un autre. Son ami, Zvi Litvinoff a publié le manuscrit qu'il lui avait confié, L'Histoire de l'amour en s'en attribuant la paternité. Léo Gusky survit en portant le deuil de tout ce qu'il perdu, son amour, son fils, son œuvre, comme si la shoah l'avait écarté de son destin.
Chez les auteurs anglais, la Shoah n'apparait que très tardivement comme thème romanesque. D. M. Thomas écrit en 1981, L'hôtel blanc livre au ton ironique et grave, mêlant la psychanalyse et la Shoah.

#### Littérature israélienne de la Shoah

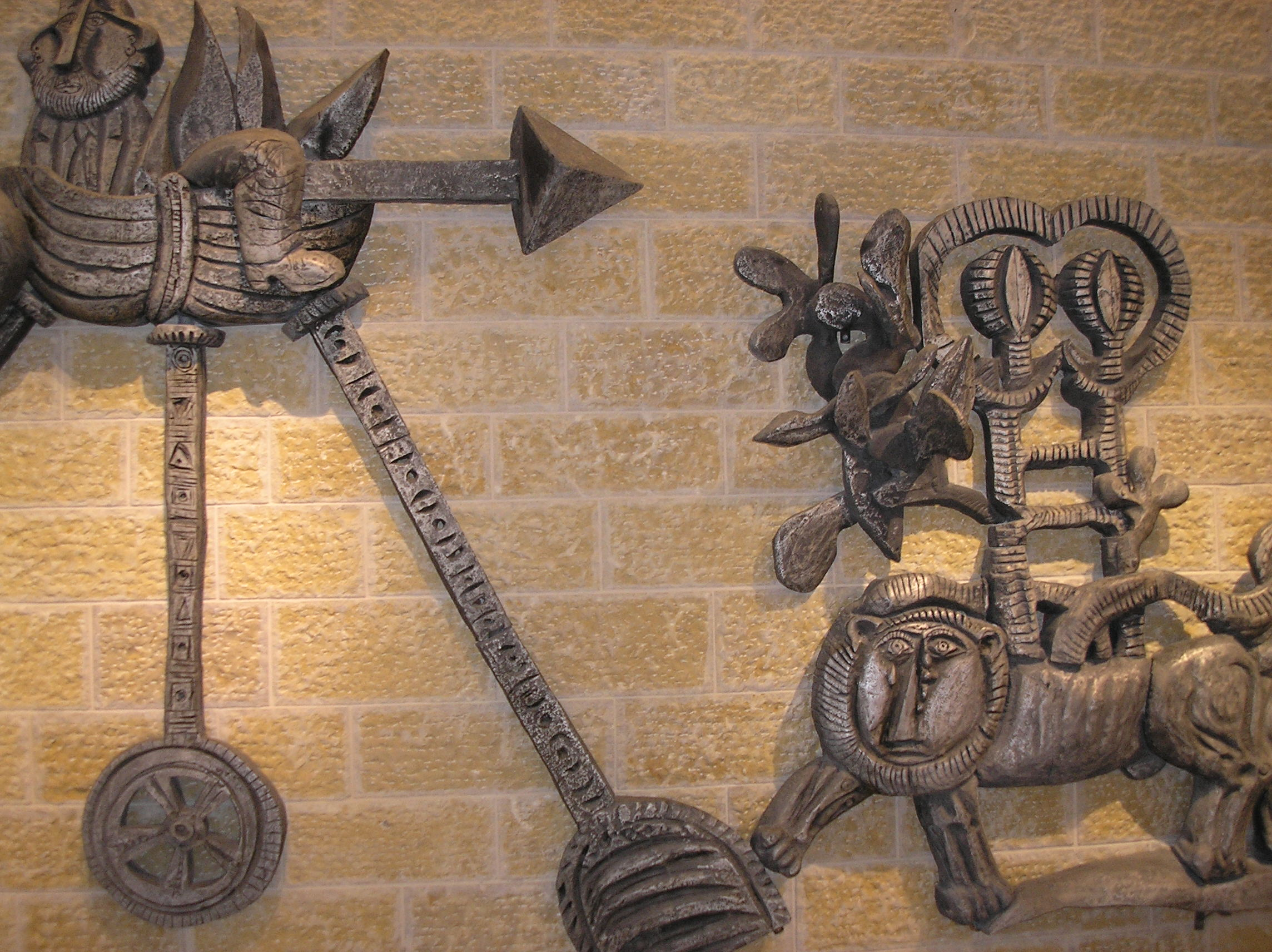
Fresque de Yad Vashem

Comme dans tous les pays d'accueil, les rescapés qui émigrent en Israël arrivent plein de récits horrifiques et comme partout ailleurs, ils constatent vite qu'« une barrière de sang et de silence » les sépare de leurs compatriotes. Pourtant, on estime qu'un Israélien sur trois est un survivant de la Shoah à la fin de 1949, soit 350 000 personnes environ. Ce n'est qu'en 1953 que la Knesset vote la loi sur la Shoah et accorde officiellement à Yad Vashem la fonction de « réunir, rechercher et publier l'ensemble des faits relatifs à la Shoah ». Mais la parole des témoins reste peu audible. Il n'est donc pas étonnant que les écrivains israéliens de langue hébraïque se soient lancés tard dans l'évocation romanesque de la Shoah. Le réveil vient avec le procès d'Adolf Eichmann qui s'ouvre à Jérusalem. Gideon Hausner, le procureur général israélien convoque à la barre un grand nombre de témoins qui bouleversent l'auditeur lors de leur passage à la barre. Ils provoquent l'identification aux souffrances des victimes. Mais il faut encore beaucoup de temps pour que les écrivains israéliens de langue hébraïque évoquent la Shoah dans leurs œuvres, à l'exception notable d'Aharon Appelfeld et de Haim Gouri. L'Affaire Chocolat de ce dernier évoque le traumatisme des deux survivants juifs, sans les nommer, et l'impossibilité à l'effacer, sinon le surmonter. Yoram Kaniuk l'évoque également dans Le Dernier berlinois et Adam ressuscité. De jeunes auteurs, n’ayant vécu la Shoah que dans la mémoire collective d'Israël, se mettent eux aussi à en parler : Savion Liebrecht dans son recueil de nouvelles, Un toit pour la nuit, ou surtout David Grossman dans Voir ci-dessous Amour. Amir Gutfreund introduit une dose d'ironie et de tendresse dans Les gens indispensables ne meurent jamais. Deux enfants, plein de vie, y harcèlent de questions de vieux survivants pour leur arracher, bribe après bribe, leurs souvenirs de ces années tragiques.
Aharon Appelfeld est né en 1932 en Roumanie avec comme langue maternelle l'allemand. Il a émigré en 1946 en Israël, après avoir perdu ses deux parents durant la Shoah (il retrouvera son père des années après). Ses romans directement ou indirectement tournent autour du génocide juif. Ses héros sont des Juifs assimilés, qui ne se reconnaissent pas dans une identité juive. Ils sont d'autant plus désarmés lorsqu’ils doivent affronter leur destin de Juifs. Aharon Appelfeld décrit aussi des rescapés incapables de se libérer d’un passé douloureux qui les poursuit, incapables de se forger une vie nouvelle.Le Temps des prodiges en est le parfait exemple. Le roman montre la désagrégation d'une famille de juifs autrichiens assimilés, refusant de voir la montée des périls, au travers des souvenirs du narrateur, un enfant puis s'arrête au moment où la communauté juive de la ville est déportée pour reprendre des années plus tard avec le retour du narrateur sur les lieux de son enfance. Il y est confronté à l'indifférence et à un antisémitisme larvé. Histoire d'une vie est la tentative de l'auteur de retrouver les brides de son passé si longtemps refoulé.

#### La Shoah dans la littérature allemande

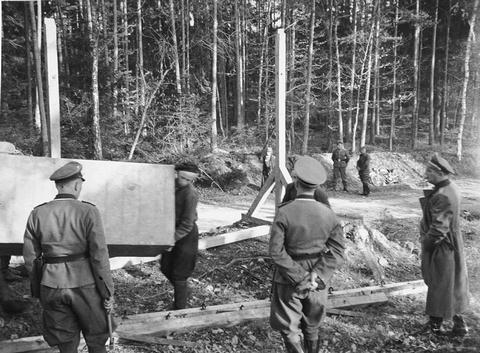
Des SS surveillant des déportés dans le camp de Buchenwald

Mis à part Peter Weiss, Juif allemand ayant échappé à la Shoah, il est impossible aux écrivains allemands d'affronter la Shoah autrement qu'en dénonçant son aspect destructeur sur la société allemande. Hans Fallada, dans son roman, Seul dans Berlin, paru en 1947, évoque le sort d'une vieille juive victime de bassesse humaine, de ratés qui voient dans le nazisme une occasion de revanche sur la vie. 
Heinrich Böll, le premier, à une époque où la RFA veut oublier son passé récent et honteux, explore dans ses nouvelles la culpabilité allemande et les désastres psychologiques et humains engendrés par le nazisme et la guerre. Ce catholique aussi sincère qu’atypique, déserteur de la Wehrmacht, livre dans un court roman publié en 1953, Rentrez chez vous Bogner ! le portrait d'une Allemagne qui ne croit plus en rien et où rôde l'ombre des crimes du nazisme. Dans Les enfants des morts, publié en 1955, il offre la peinture quotidienne d’une nation blessée dont la guerre a désorganisé les structures et démoli les familles. Il dénonce une Allemagne qui refuse d'assumer sa culpabilité à une époque où le "miracle allemand" a anesthésié la mauvaise conscience du passé. L'Allemagne ne commence à ouvrir les yeux qu'au moment du procès d'Eichmann à Jérusalem.
Peter Weiss, dont la famille s'est exilée en Suède en 1938, écrit après une visite à Auschwitz : « C'est une localité à laquelle j'étais destiné et à laquelle j'ai échappé. » Il assiste au procès de vingt-deux responsables du camp d’Auschwitz à Francfort-sur-le-Main. Comme le procès d'Eichmann à Jérusalem, ce procès de vingt mois (20 décembre 1963-19 août 1965) joue un rôle important dans la prise de conscience de la population allemande. À partir de ses notes et de la transcription intégrale des débats dans le Frankfurter Tageszeitung, Weiss écrit L’Instruction qui appartient au genre du théâtre documentaire. Les témoignages, les plaidoyers sont organisés sous forme de pièce de théâtre.
Günter Grass a reçu le prix Nobel de littérature en 1999 « pour avoir dépeint le visage oublié de l'histoire dans des fables d'une gaieté noire ». Les années de chien (1963) racontent l'évolution de l'Allemagne entre 1920 et 1955. C'est l'occasion de montrer le mal qui culmine en ce tas d'ossements « [...] un monticule blanchâtre, une usine fumant lourdement ». Mais l’aveu tardif par Günter Grass de son engagement dans la Waffen-SS, à 17 ans, à la fin de la guerre, a causé de nombreux remous et interrogations sur le sens de l'œuvre de l’écrivain, dénonciation ou rideau de fumée sur son passé ? Le dramaturge Thomas Bernhard dénonce, quant à lui l'hypocrisie de l’Autriche. Le Liseur (Der Vorleser) de Bernhard Schlink publié en Allemagne en 1995 est une œuvre complexe, c'est à la fois le récit de l’initiation amoureuse du narrateur (15 ans au début du roman) par une femme de 36 ans qui le quitte mystérieusement, quelques années plus tard, elle se révèle être une ancienne gardienne de camp, puis celui de son arrestation et de son procès. Au-delà du récit qui tourne autour d'un secret soigneusement caché par la femme, le livre a pour thème les difficultés à comprendre la Shoah pour les générations postérieures à celle-ci, et demande si elle peut se comprendre par le seul langage.

#### La littérature française et la Shoah

##### Une grande diversité d'auteurs
La littérature française de la Shoah prend des formes diverses. Plus de 20 ans après Schwarz-Bart, Marek Halter renoue avec le genre de la saga familiale en racontant l'histoire d'une famille ballotée par les persécutions et les aléas de l'histoire de 70 à l'insurrection du ghetto de Varsovie dans La mémoire d'Abraham. En 2002, Joseph Bialot est devenu l'un de ceux qui ont le mieux su rendre compte du traumatisme de l'expérience concentrationnaire, avec la parution de son témoignage C'est en hiver que les jours rallongent.
À partir des années 1970, on assiste à une résurgence de la mémoire juive de l'Occupation et de la Shoah, qui va de pair avec une profusion de romans et de récits. La « génération d'après », celle des enfants de survivants et des survivants-enfants de la Shoah prend la plume. Dans L'Homme suivi, Serge Koster, né en 1940, raconte l'histoire de deux enfants nés pendant la guerre, un Juif, l'autre non dont le père s’est compromis pendant l'Occupation. Élisabeth Gille dont la mère Irène Némirovsky est morte à Auschwitz en 1942, écrit en 1992 Le Mirador, un livre qui prend la forme d'un roman qu'elle sous-titre « Mémoires rêvés » où, à la première personne, elle raconte l'histoire de sa mère. En 1996, avec Un paysage de cendres, Élisabeth Gille revient sur son enfance dévastée. Berthe Burko-Falcman, enfant cachée qui ne le savait pas, évoque dans L'Enfant caché la difficulté à retrouver son identité quand on a été caché sous un faux nom pendant les années d'enfance. Philippe Grimbert évoque dans Un Secret les mêmes difficultés pour un enfant né après-guerre auquel son identité juive a été soigneusement cachée, jusqu'à son nom, par des parents dont une partie de la famille a disparu dans les camps et les Stalag. Il convient aussi de citer Myriam Anissimov, Robert Bober. 
Les interrogations sur la Shoah et les disparus s'incarnent aussi dans l'écriture théâtrale. Liliane Atlan puise son inspiration dans les traditions juives : Les Musiciens-les Émigrants (1993) et Un opéra pour Terezin (1997) sont ses œuvres les plus marquantes évoquant la Shoah. Jean-Claude Grumberg dont le père est mort en déportation sans qu'il sache vraiment ni où, ni quand évoque dans son théâtre les brûlures de cette absence et de cette énigme. Dans L'Atelier, des femmes juives attendent le retour de leurs maris de la déportation. Dans Amorphe d'Ottenburg, le père Hans est une allégorie de la politique nazie envers les Juifs. Dans Rêver peut-être, titre emprunté à Hamlet, le père disparu hante le héros de la pièce. Daniel Zimmermann, qui se vécut survivant du nazisme, fit des camps le sujet de son roman L'Anus du monde.

##### Trois écrivains majeurs
Les écrivains les plus emblématiques de la littérature française de la shoah sont Georges Perec (1936-1982), Patrick Modiano (1945-) et Henri Raczymow (1948-). Ces auteurs se heurtent comme leurs confrères étrangers à la difficulté de parler d'un événement qu'ils n'ont pas, ou très peu vécu, et qui n’a été transmis que fort difficilement, comme absence ou comme disparition. Cette « mémoire absente » est au cœur même leur œuvre. Elle s’exprime à travers une poétique proche des recherches formelles d’Oulipo et du Nouveau Roman.
Georges Perec est un enfant caché et un orphelin de la Shoah. Il utilise la contrainte littéraire de l'oulipo et les constructions intellectuelles pour nommer l'indicible (la mort de sa mère, la douleur de l'absence) tout en l'enfouissant au plus profond du texte. Ainsi La disparition, célèbre roman en lipogramme écrite en 1969, n'évoque pas seulement la disparition de la lettre E, jamais utilisée dans le roman, mais celle de ses parents. W ou le Souvenir d'enfance alterne un récit romanesque, imaginé par Perec lors de son adolescence autour de l'île de W, vouée à la compétition sportive, et dont les règles empruntées à Sparte se révèlent proches de l'horreur concentrationnaire, et le récit autobiographique de l'enfance de l'auteur. Le rapport entre des deux récits n'est pas expliqué mais éclate à la fin de la lecture.
Chez Modiano, né en 1945, la recherche des traces de la persécution des Juifs passe par l'exploration des rues de Paris. dans La Place de l’Étoile, la rive droite est liée aux activités les plus louches de l’Occupation : c’est le domaine de la Gestapo, de son pendant français, et de la collaboration. La rive gauche est par contre associée avec la Résistance qui avait son quartier général dans le XIVe arrondissement. Il s’oriente ensuite vers le récit-enquête dont le modèle le plus fascinant est certainement Rue des Boutiques Obscures (1978). Un narrateur amnésique y mène une enquête sur son passé qui le ramène à la période de l’Occupation en France et semble reconstituer peu à peu quelques données de son ancienne vie parmi lesquelles l’événement responsable de son amnésie, une tentative vaine de passer en fraude la frontière suisse avec sa compagne. Le roman se construit ainsi autour d’un vide central, d’une rupture à combler, d’un mystère qu’il s’agit de résoudre. Il renvoie à la conscience d’une cassure historique que constituent les événements de la Seconde Guerre mondiale. Le rôle de la littérature est ici posé comme essentiel, puisqu’elle permet de conserver des traces du passé et de ce qu’on veut effacer. Elle « répare » ces morts, et elle porte témoignage. Le roman peut imaginer, faire de la fiction pour combler des lacunes dues au temps, à l’oubli, à l’extermination, tout en restant dans un esprit de vérité, dans une fidélité aux disparus et à leur vie. Avec Dora Bruder ce travail est encore plus net. Le réalisme est impuissant à exprimer l'histoire de la disparue. Il reste alors la représentation allégorique, indirecte, fragmentaire d’une expérience vécue que le lecteur est appelé à déchiffrer dans des récits d’énigme où tout est trace et indice d’autre chose, où tout est déplacement dans la représentation. Dora Bruder devient une sorte de symbole, présente et absente à la fois, des horreurs des années noires, et surtout de la participation française à la Solution finale allemande. Car l’effort du romancier de découvrir le sort d’une Juive française lui révèle l’anéantissement de beaucoup d’autres.
Henri Raczymow, le moins connu des trois, entreprend dans Contes d’exil et d’oubli de restaurer la mémoire juive avant la Shoah. Dans Un cri sans voix, il explore les conséquences de la shoah dans la vie présente. Les références religieuses : Jéricho dont le mur s'est effondré, Le Livre d'Esther, Les prophéties d'Ezéchiel sur Gog et Magog, sont nombreuses. Un retour aux origines est la source de Dix jours "polonais".

#### La Shoah vue du côté des bourreaux
Philosophes, psychanalystes, historiens, écrivains se sont penchés sur la question : Comment un homme peut-il commettre de telles horreurs ? Quelques écrivains ont essayé de se mettre dans la tête des bourreaux écrivant des fictions toujours dérangeantes. La caractéristique de ces romans est en effet la crudité des détails, qu'on ne retrouve guère chez les romanciers de la Shoah qui n'ont pas connu la terrible expérience concentrationnaire. Ils puisent ces détails dans les récits des survivants mais les intègrent comme une donnée banale pour les bourreaux. Le ton est donc cynique et froid, neutre et détaché dans ces ouvrages où les monstruosités sont accomplies en toute bonne foi avec le sentiment d'agir pour « la bonne cause ».
Le premier à s'être essayé au genre est Robert Merle qui publie en 1952 La mort est mon métier. La narration, à la première personne, est prise en charge par Rudolf Lang, commandant du camp d'Auschwitz. Il reçoit l'ordre d'exterminer les Juifs et s'acquitte avec conscience de sa tâche sans manifester le moindre remords, même au moment où on le condamne à mort en 1947. Merle a basé son roman sur les interrogatoires de Hoess, le commandant d'Auschwitz, dans sa cellule par un psychologue américain, et sur les documents du procès de Nuremberg. À sa sortie, le livre fut attaqué avec violence par la critique. Ce livre peut servir d'illustration à la thèse d'Hannah Arendt sur la « banalité du mal ».
En 1991, parait La flêche du temps de Martin Amis. Le livre, en mode narratif à la première personne, raconte l'histoire de « Tod Friendly », un vieux monsieur qui traverse sa vie en sens inverse, comme un film qu'on regarde en le rembobinant. Le lecteur découvre alors le métier de médecin, les changements d’identité à répétition, les cauchemars de Friendly pour finalement découvrir son terrible passé de médecin nazi à Auschwitz. Amis dépeint le quotidien d’un médecin et l'univers hospitalier « où les atrocités se succèdent sans qu’on puisse les arrêter, comme s’il fallait de nouvelles atrocités pour valider les atrocités précédentes. » Le romancier ne passe sur aucun détail du quotidien d'Auschwitz.
La sortie du roman de Jonathan Littell, Les Bienveillantes a provoqué de nombreuses réactions aussi bien sur le contenu de l'histoire, sur le vernis apparent de culture du roman recélant en fait de nombreuses approximations que sur la qualité esthétique du roman. Comme dans La mort est mon métier, la narration, à la première personne, se fait du point de vue du bourreau, n'épargnant rien au lecteur des massacres des Juifs à l'Est. Les Bienveillantes a été un grand succès littéraire en 2006 (prix Goncourt et grand prix du roman de l'Académie française), suscitant un grand nombre de questions : s'agit-il d'un attrait morbide pour la barbarie ? Ou bien pour la figure du monstre ?

## Poésie de l'anéantissement

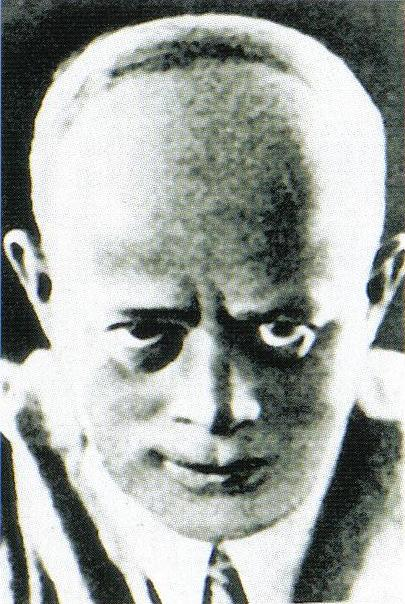
Ytshak Katznelson

« La poésie en tant que témoignage est la voix humaine qui dit l'irréductible humain ». Dans les ghettos et les camps, les poètes juifs mettent en vers la catastrophe qui s'abat sur leur peuple. C'est Ytshak Katzenelson, qui implore les wagons de lui dire où sont partis les juifs du ghetto de Varsovie :
Wagons vides ! Vous étiez pleins et vous voici vides à nouveau,
Où vous êtes-vous débarrassés de vos Juifs ?
Que leur est-il arrivé ?
Ils étaient dix mille, comptés, enregistrés – et vous voilà revenus ?
Ô dites-moi, wagons, wagons vides, où avez-vous été ? (...)
Muets, fermés, vous avez vu.
Dites-moi, ô wagons, où menez-vous ce peuple,
ces Juifs emmenés à la mort ?
Écrivain et poète réputé, Ytshak Katzenelson peut quitter le ghetto de Varsovie grâce à un faux passeport. Il parvient alors à gagner la France. Interné au camp de Drancy puis de Vittel par le gouvernement de Vichy, il est livré aux Allemands avant qu'il ne soit capturé, puis interné au camp de Vittel, antichambre d'Auschwitz pour lui et son fils. C'est à Vittel que l'on retrouve le manuscrit de son poème en yiddish, Le Chant du peuple juif assassiné. Le poète retrouve les accents des prophètes de la Bible pour prendre à partie Ezéchiel, et parler de cette vallée sans ossements ni promesse de résurrection.
C'est aussi Avrom Sutzkever qui écrit de nombreux poèmes dans le ghetto de Vilnius publiés après la guerre. Après guerre, il publie un recueil de poésie et de prose. De ces recueils, il évoque le basculement du monde, la mort de lieux juifs et la mort des juifs dans les rues, les égouts, des camps... Chava Rosenfarb écrit elle aussi dans le ghetto de Lodz et même dans le camp de travail en Allemagne où elle est déportée. Isaïe Spiegel parle lui de « la peau distendue craquelée par la faim ». Wladiyslaw Szengel, de langue polonaise laisse des poèmes bouleversants sur la mort du ghetto de Varsovie comme celui sur le violent du départ de la Maison des Orphelins de Janusz Korczak, le célèbre pédiatre, pour l'Umschlagplatz :

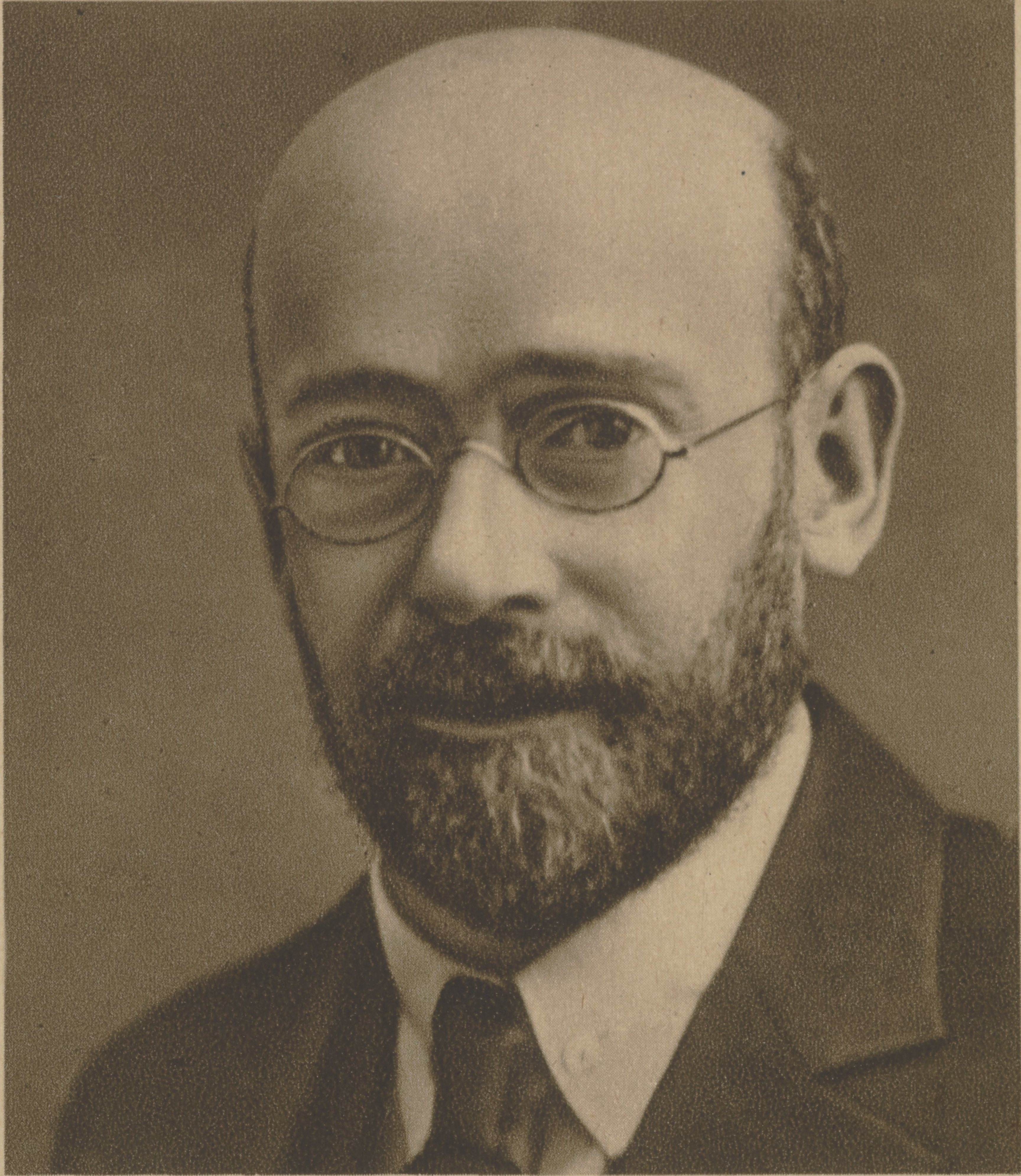
Janusz Korczak

(...) Et déjà les enfants montaient dans les wagons (...)
J'ai songé en ce moment ordinaire,
Pour l'Europe un rien insignifiant, sans doute,
Que lui, pour nous, dans l'histoire, en ce même moment,
Inscrit là la plus belle page.
Que dans cette guerre aux Juifs, infâme,
Dans cette ignominie sans borne, ce chaos sans issue,
Dans ce combat pour la vie à tout prix,
Dans ces bas-fonds de tractations-trahisons,
Sur ce front où la mort est sans gloire,
Dans cette danse de cauchemar en pleine nuit,
Il y eut un unique héroïque soldat,
Janusz Korczak, tuteur des orphelins.
L'affirmation de Theodor W. Adorno sur l'impossibilité d'écrire de la poésie après Auschwitz, et la réticence de Primo Levi vis-à-vis de celle-ci, ne sont pas partagée par un grand nombre d'auteurs de langue yiddish après-guerre. Non seulement les poètes survivants des ghettos et des camps continuent à écrire mais la poésie permet à la langue yiddish de jeter ses derniers feux. Ils continuent de puiser métaphores, rythmes et respiration dans les formes symboliques des traditions littéraires juives qui avaient structuré leur imaginaire. Beaucoup sont inconnus dans le monde francophone et n'ont jamais été traduits en français : Israel Aszendorf, Kalmen Fridman, Binem Heller à la fois parolier et dont certains poèmes ont été adaptés en chanson. Les grands poètes yiddish avant-gardistes Jacob Glatstein et Peretz Markish, assassiné lors des purges staliniennes de 1952 ainsi que le grand théologien Abraham Joshua Heschel ont eux aussi consacré un recueil de poésie à la destruction des Juifs d'Europe. On peut en connaitre certains au travers des anthologies de poésie yiddish ou de littérature de la Shoah. Les poètes yiddish soviétiques, proches témoins de l'anéantissement des Juifs d'Europe de l'Est n'ont que peu d'années avant la Nuit des poètes assassinés et l'interdiction du yiddish pour évoquer la Shoah.
C'est Samuel Halkin qui évoque « les fosses profondes, la glaise rouge », Peretz Markish qui affirme: « En vérité je te le dis nous sommes tous morts à Lublin », Itzik Fefer qui publie « les ombres du ghetto de Varsovie » en hommage aux révoltés du ghetto de Varsovie, une œuvre animée du souffle de l'épopée, et David Hofstein condamné: 
(...)à assembler, à ordonner
les simples les humbles mots
à pétrir tourments et afflictions
en paroles... Le sentiment de culpabilité taraude toute la poésie yiddish des rescapés comme des poètes russes. Tandis que la majeure partie du peuple et sa langue avaient sombré dans l'anéantissement, les rescapés et les survivants étaient menacés d'être engloutis dans la tentation létale du silence ou dans la surdité du monde.
L'une des plus célèbres poèmes de l'anéantissement, bien que rejeté par son auteur comme non représentatif de sa poésie, est la Fugue de la mort de Paul Celan, poète juif de langue allemande, né roumain et naturalisé français le 8 juillet 1955. Mais le monde des lettres d'outre-Rhin, où l'antisémitisme s'est métamorphosé plutôt qu'il n'a disparu n'accueille pas à bras ouverts un poète plaçant la Shoah au centre de son écriture. La lecture publique de la Fugue de mort devant les écrivains du « groupe 47 », en 1952 à Niendorf (Timmendorfer Strand) (de), est un fiasco; certains osant comparer la diction de Celan à celle de Goebbels. Celan confie à son amie, la poétesse autrichienne Ingeborg Bachmann, que ce poème est pour lui pour lui l'« épitaphe » de sa mère (Grabschrift) assassinée au camp de Mikhaïlovka en Ukraine.
Lait noir de l’aube nous le buvons le soir
nous le buvons midi et matin nous le buvons la nuit
nous buvons nous buvons
nous creusons une tombe dans les airs on n'y est pas couché à l'étroit
Un homme habite la maison il joue avec les serpents il écrit
il écrit quand vient le sombre crépuscule en Allemagne tes cheveux d'or Margarete
il écrit cela et va à sa porte et les étoiles fulminent il siffle ses dogues
il siffle pour appeler ses Juifs et fait creuser une tombe dans la terre
il ordonne jouez et qu'on y danse
[...]
Lait noir de l’aube nous te buvons la nuit
nous te buvons midi et matin nous te buvons le soir
nous buvons nous buvons
un homme habite la maison tes cheveux d'or Margarete
tes cheveux de cendre Sulamith il joue avec les serpents
Il crie jouez doucement la mort la mort est un maître venu d'Allemagne
il crie assombrissez les accents des violons
alors vous montez en fumée dans les airs
alors vous avez une tombe au creux des nuages on n'y est pas couchés à l'étroit
[...]
tes cheveux d'or Margarete
tes cheveux de cendre Sulamith

## Bande dessinée et Shoah
La bande dessinée, considérée comme un art mineur réservé aux enfants pendant très longtemps, s'est intéressée tardivement à la Shoah. L'album La bête est morte ! publié en 1947 et qui raconte la Seconde Guerre mondiale sous forme d'histoire animalière, n'évoque pas du tout la Shoah. En effet, la prise de conscience de la spécificité de la Shoah n'a pas encore eu lieu. De même, le journal catholique Cœurs Vaillants raconte en 1945, sous forme de BD, un épisode de la vie d’un curé à Buchenwald sans que les Juifs soient même mentionnés.
Ce n'est que depuis la sortie de Maus, Auschwitz et plus récemment, en 2006, Sir Arthur Benton que ce thème devient central dans certains récits de bande dessinée.

#### Archives
- Oneg Shabbat, quelques documents rassemblés par l'Oneg Shabbat.
- Littérature et Shoah, poème, contes et berceuses de déportés juifs.
- Bibliographie de la Shoah
- La création pendant la période concentrationnaire
- bibliographie de romans sur la Shoah
- Livres Yizkor/Memorbuch

#### Analyses
- Philippe Mesnard, Primo Levi, du rapport sur Auschwitz à la littérature
- Patrick Bruneteaux, Figures du dédoublement : la mort lente ou le travail de divinisation du bourreau
- Ressources documentaires sur le génocide nazi et sa négation
- (en) Teaching the Holocaust through Literature sur le site Yad Vashem